# Stiftskirche (Ebersdorf)

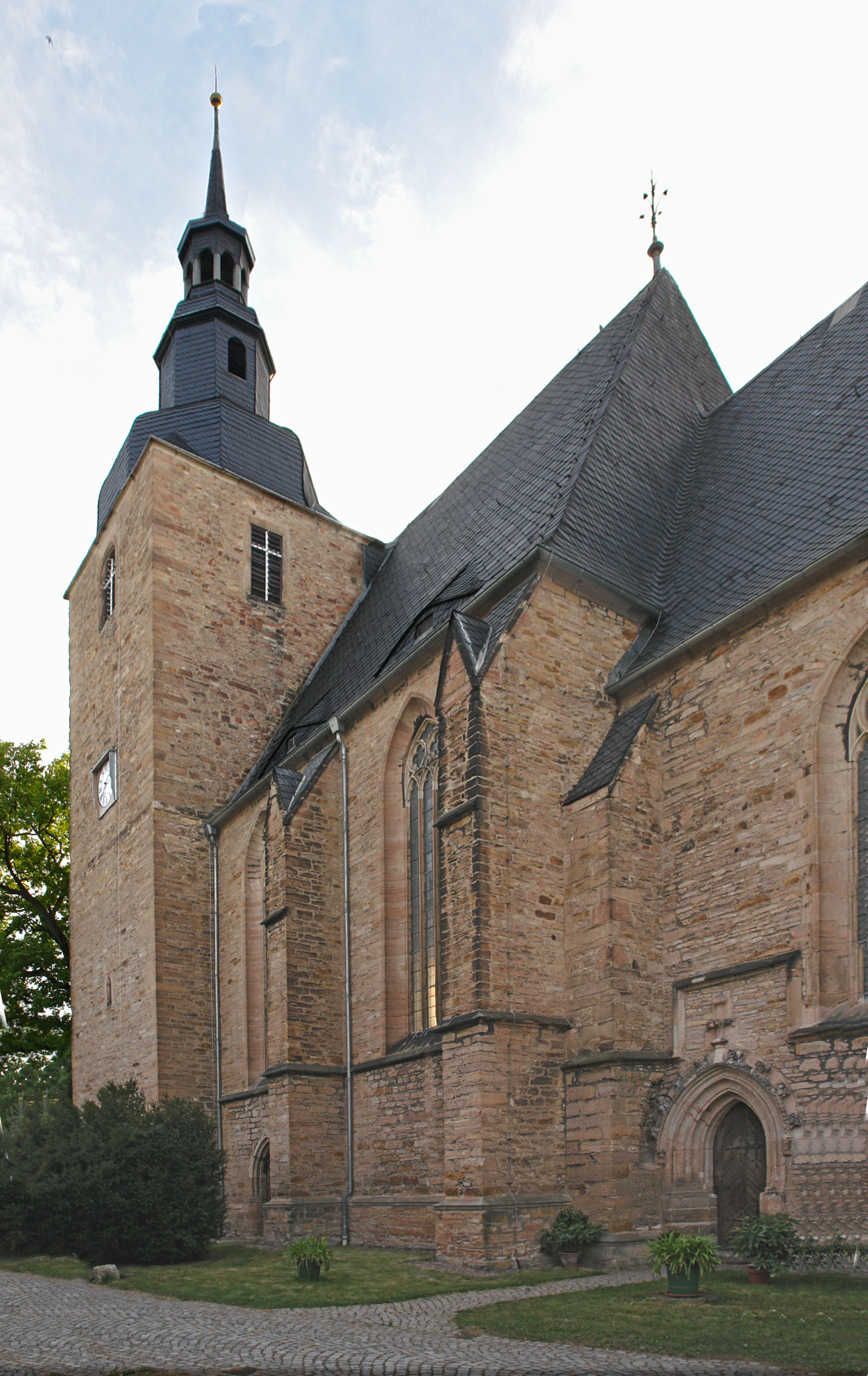
Blick auf die Stiftskirche von Südost

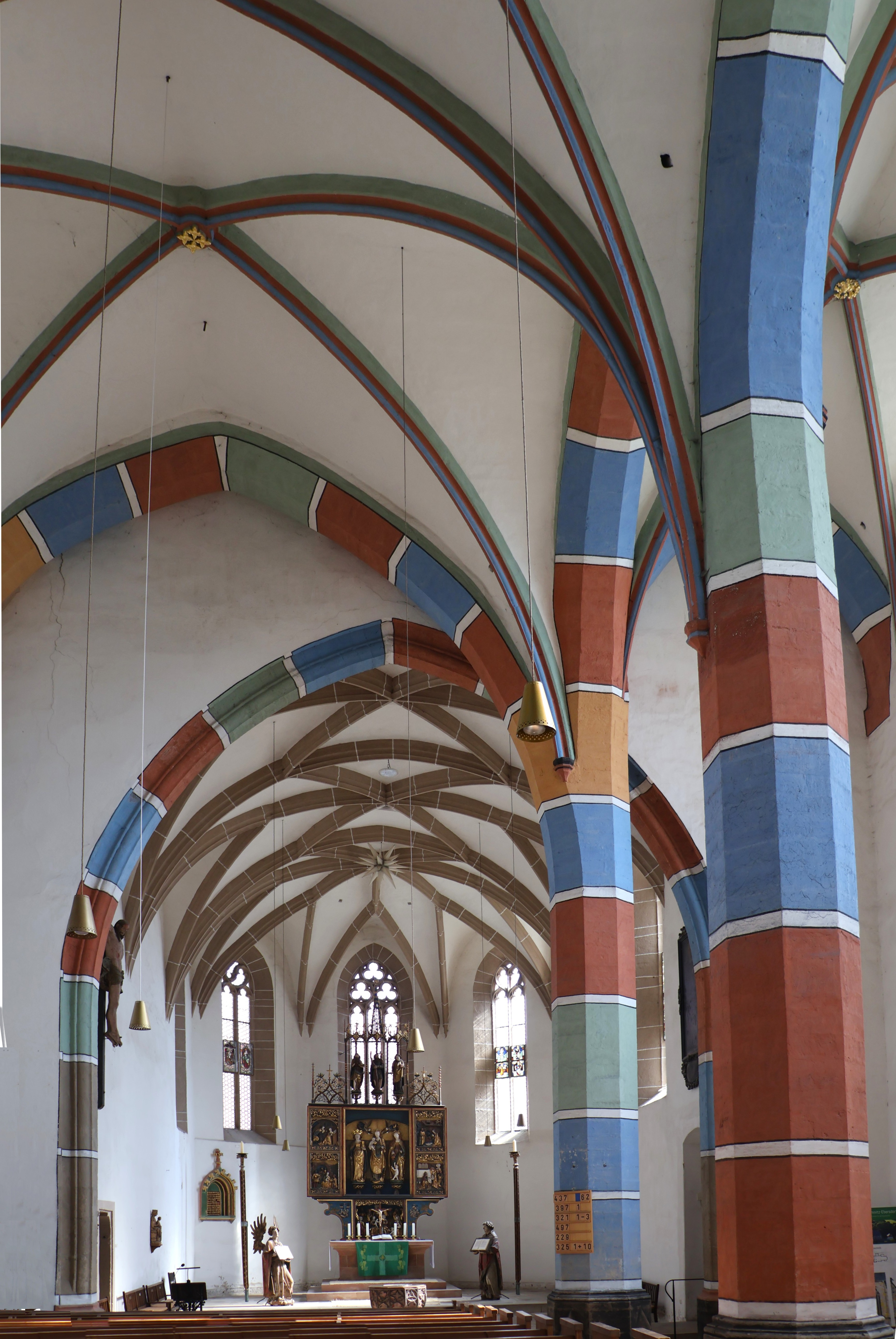
Innenansicht

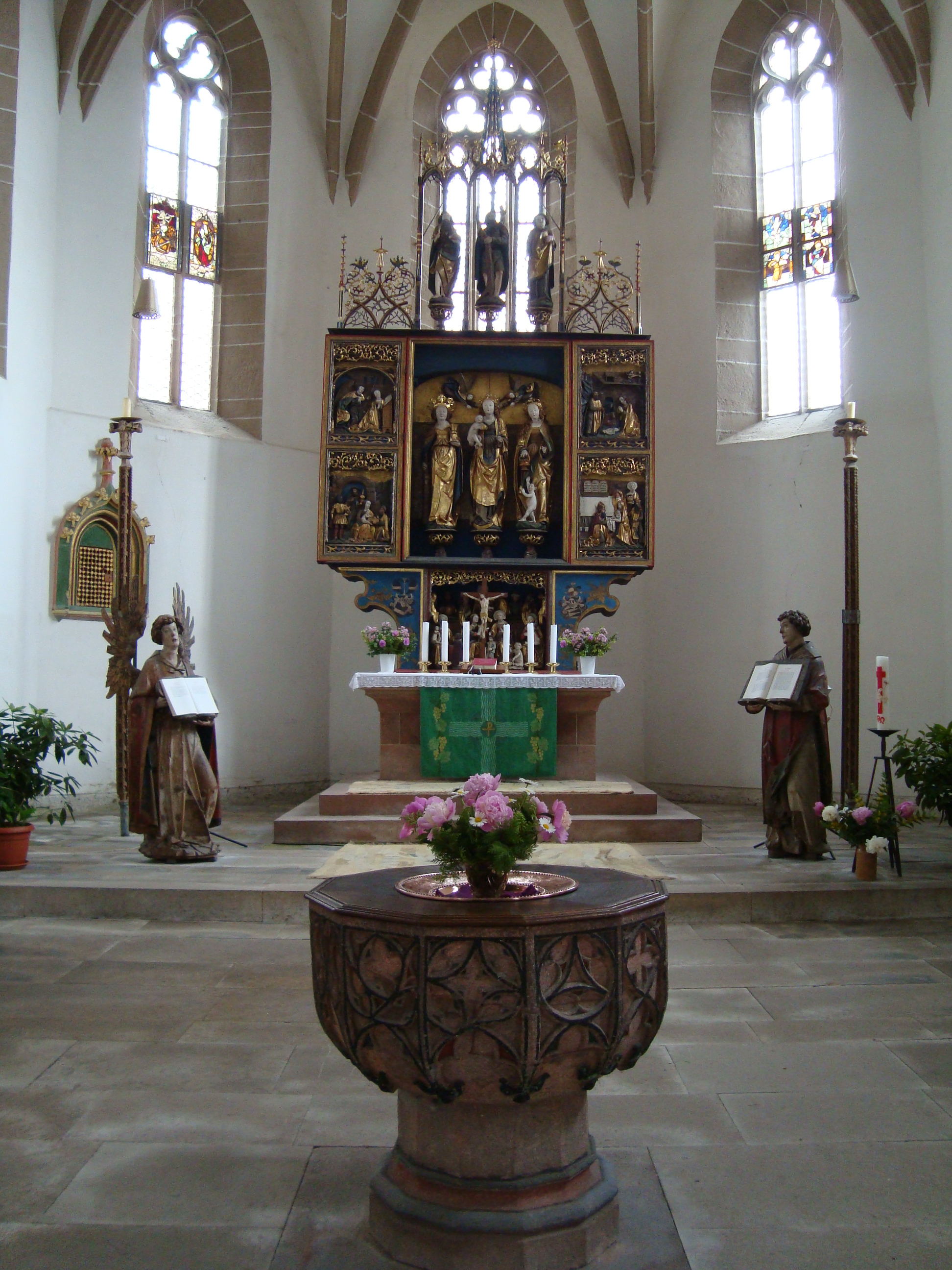
Chorraum mit Altar, Sakramentsnische, Pulthalterfiguren, Leuchtern und Taufstein

Die Kirche des Stifts Unserer lieben Frauen Ebersdorf im Chemnitzer Stadtteil Ebersdorf kann in ihren Ursprüngen auf das 12. Jahrhundert zurückgeführt werden und war ab dem 14. Jahrhundert eine Marien-Wallfahrtsstätte. Die anfangs kleine romanische Dorfkirche erhielt ihre heutige Gestalt durch Umbau und Vergrößerung im 15. Jahrhundert. Ihre kostbare, künstlerisch hochwertige Ausstattung stammt überwiegend aus dem 15. und frühen 16. Jahrhundert, als an der Kirche ein Kollegiatstift angesiedelt war. Erhalten sind ebenfalls einige Votivgaben der Pilger, um die sich verschiedene Sagen ranken.
Das geschlossene Ensemble der ehemals befestigten spätgotischen Kirchhofanlage mit zwei Wehrtürmen und der achteckigen Marienkapelle ist fast vollständig erhalten und steht als „Sachgesamtheit Stiftskirche Chemnitz-Ebersdorf, mit den Einzeldenkmalen: ehemalige Stiftskirche Unserer Lieben Fraun (heute Pfarrkirche), Umfassungsmauern, zwei Wehr- bzw. Tortürme und Kapelle sowie dem Kirchhof“ unter der Objektnummer 09302742 in der Liste der Kulturdenkmale in Chemnitz-Ebersdorf. Ergänzt wurde die Anlage durch das aus der Barockzeit stammende Pfarramtsgebäude an der Ostseite.
Die Kirche gehört zur Segenskirchgemeinde Chemnitz-Nord innerhalb der Evangelisch-Lutherischen Landeskirche Sachsens.

## Lage
Die Kirche steht an der Mittweidaer Straße 77 im 1919 nach Chemnitz eingemeindeten Ebersdorf auf einer Anhöhe 318 m über NN etwas exponiert mitten im Waldhufendorf Ebersdorf, das sich auf beiden Seiten des Dorfbachs erstreckt. Sie ist von einer Befestigungsanlage umgeben. In nördlicher Nachbarschaft zur Kirche befindet sich der Stiftsfriedhof Ebersdorf.

## Geschichte
Die am nördlichen Strebepfeiler, verdeckt vom Dachwerk der Sakristei gefundene Zahl 914 regte zu Vermutungen an, die Geschichte der Ebersdorfer Kirche reiche bereits auf die Zeit der Ausweitung des Ostfrankenreichs nach Osten kurz nach der Gründung des Bistums Meißen zurück. Für diese Annahme gibt es jedoch keinerlei Belege.
Durch archäologische Grabungen in den Jahren 1959/61 ist ein erster, auf etwa 1160 datierter romanischer Kirchenbau nachgewiesen, der demzufolge gleichzeitig mit dem Dorf Ebirhardisdorf in der zweiten Hälfte des 12. Jahrhunderts entstand. Es war eine kleine, nur 10 × 8 Meter große Saalkirche aus Langhaus, eingezogenem rechteckigem Chor und einer daran angebauten halbkreisförmigen Apsis, aber ohne Turm. Die romanische Kirche war ebenso wie ihr Nachfolgebau nicht geostet, sondern nach Nordosten ausgerichtet. Das Langhaus des Vorgängerbaus war ursprünglich so breit wie der heutige gotische Chor. Der Triumphbogen, der Langhaus und Chor trennt, befand sich an derselben Stelle wie heute, war aber deutlich schmaler. Es ist anzunehmen, dass diese romanische Kirche spätestens seit den ersten Jahrzehnten des 13. Jahrhunderts ein Marien-Patrozinium hatte.
Die direkte urkundliche Ersterwähnung des Ortes und der Kirche findet sich erst in der Meißner Bistumsmatrikel von 1346. Zu dieser Zeit hatte Ebersdorf bereits als Wallfahrtskirche an Bedeutung gewonnen, darauf lassen jedenfalls die ihr verliehenen Privilegien und Lehnsrechte schließen.
Dorf und Kirche unterstanden zunächst den Grafen von Rochlitz und nach dem Erlöschen des Geschlechts 1210 den Markgrafen von Meißen, die Schloss Lichtenwalde errichteten, das sie an ihre Gefolgsleute verlehnten. Die jeweiligen markgräflichen Lehnsleute hatten die Grundherrschaft und damit auch das Kirchenpatronat inne.

### Wallfahrt zu Unserer Lieben Frau

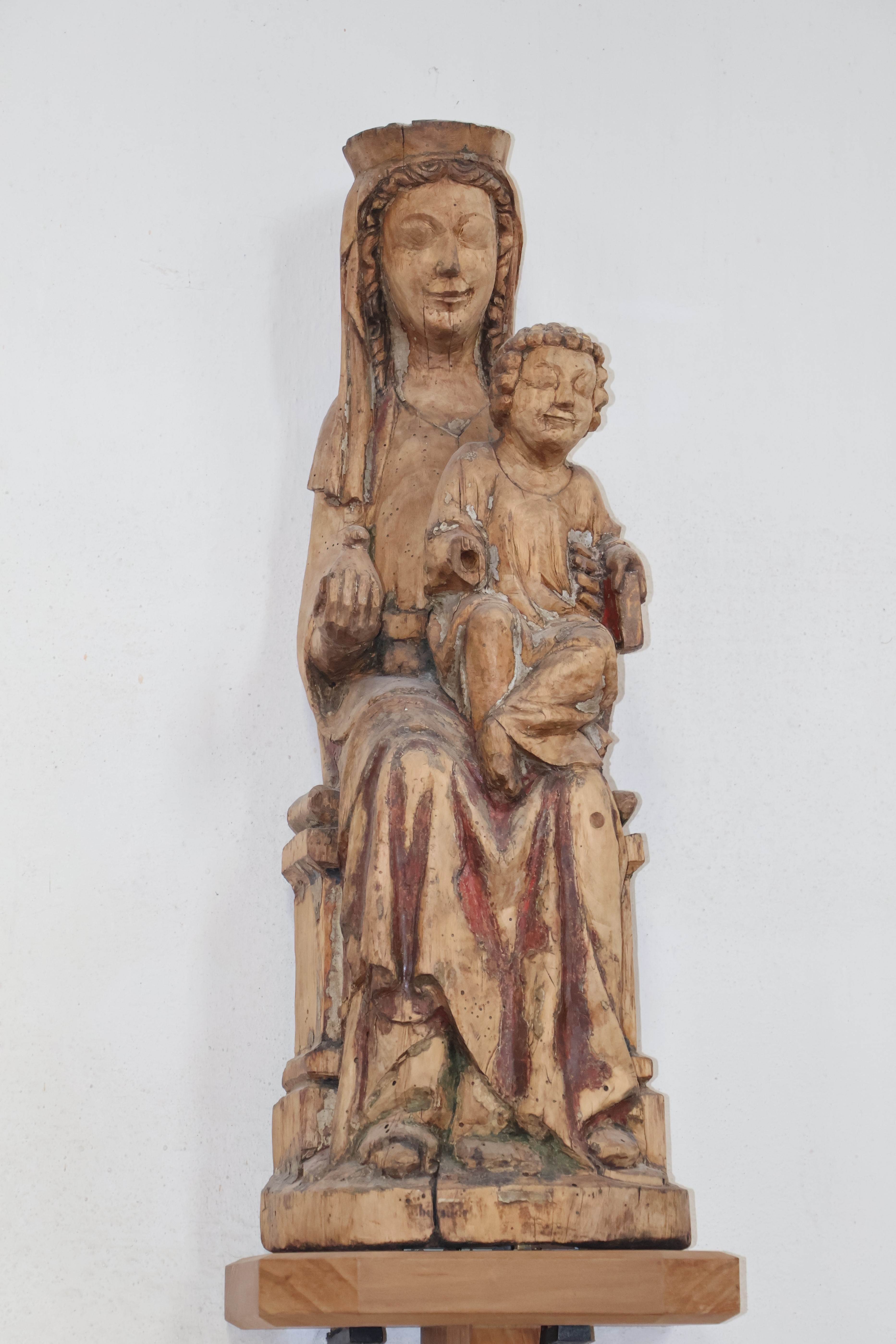
Sitzmadonna, vermutlich Kultbild der Wallfahrt

Die Wallfahrt zu Unserer lieben Frau hatte ein als wundertätig geltendes Marienbild zum Ziel. Dieses Marienbild war vermutlich die noch immer in der Kirche vorhandene Thronende Madonna. Die Marienwallfahrt nach Ebersdorf steht im Zusammenhang mit der allgemeinen Zunahme der Marienverehrung im 14. Jahrhundert. Allein in Sachsen entstanden zu dieser Zeit etwa dreißig weitere mit Maria verbundene Wallfahrtsorte. Diese Nahwallfahrtsorte ermöglichten der Bevölkerung spirituelle Erfahrungen auch ohne aufwendige Fernreisen, wie sie etwa Pilgerfahrten auf dem Jakobsweg oder nach Jerusalem erforderten. Ein Indiz dafür, dass bereits in der ersten Hälfte des 14. Jahrhunderts nach Ebersdorf gepilgert wurde, ist die in der Kirche ausgestellte, auf etwa 1330 datierte Krücke, die als Votivgabe für eine Heilung in die Kirche kam. Zu diesen Votivgaben gehörte neben weiteren in den Quellen genannten Krücken auch das Ebersdorfer Koggenmodell.
Die erste namentlich bekannte Pilgerin war Markgräfin Katharina, die am 15. November 1420 (nach anderen Angaben 1421) die Kirche besuchte. Ihr Ehemann, der damalige Markgraf Friedrich „der Streitbare“ von Sachsen, der 1423 Herzog und Kurfürst wurde, beauftragte wohl 1425 den gotischen Neubau der Kirche. Das fürstliche Paar stiftete einen Altar, auf dem es sich als Verehrer der Gottesmutter abbilden ließ.

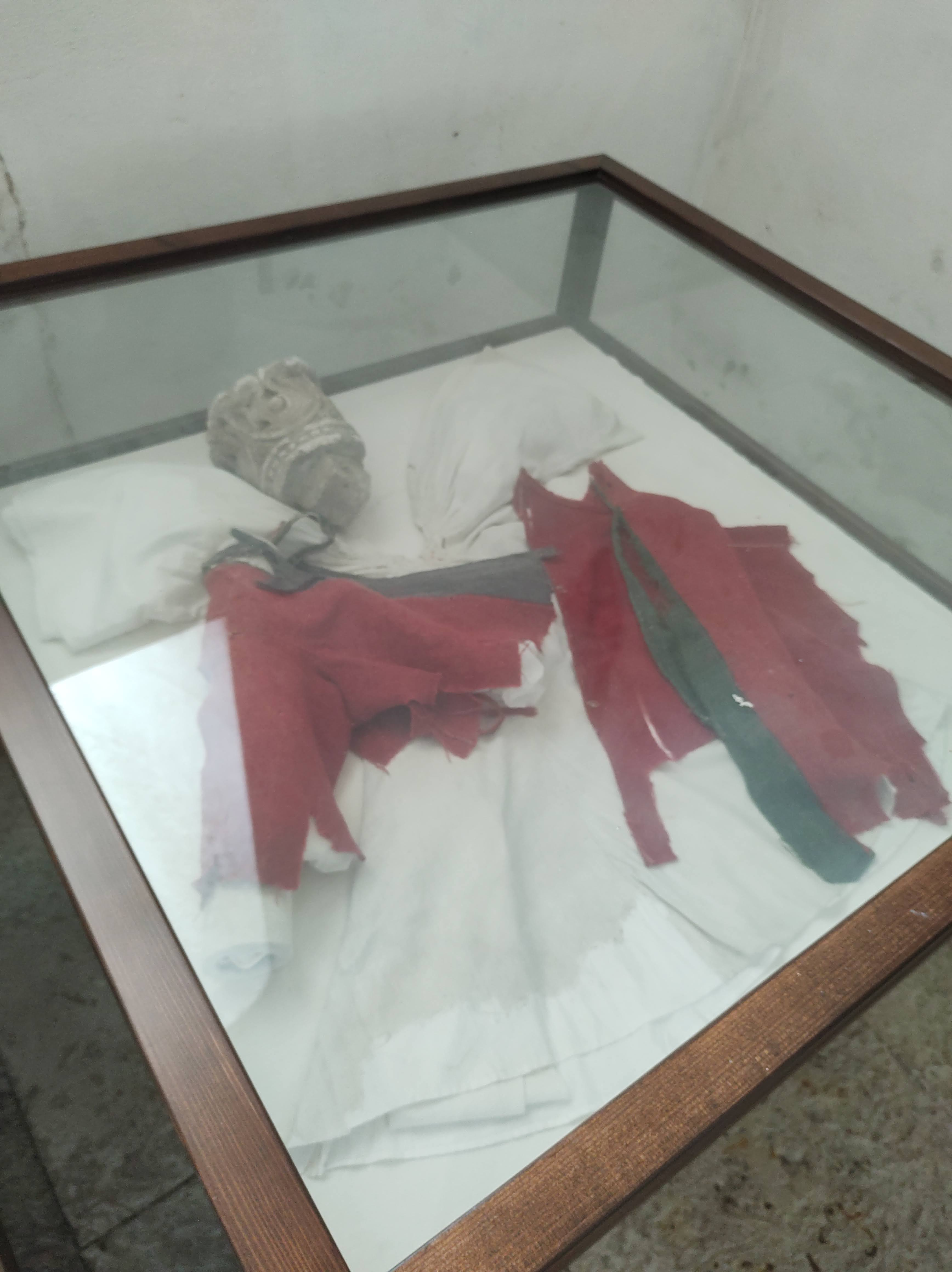
Die Kleider der Prinzen

Die bekannteste Wallfahrt fand 1455 im Zusammenhang mit dem sächsischen Prinzenraub statt: Die jugendlichen Prinzen Ernst und Albrecht waren in der Nacht vom 7. zum 8. Juli 1455 von Kunz von Kauffungen aus dem Altenburger Schloss entführt worden, der auf diese Weise seine Ansprüche gegen den Vater der Prinzen, Kurfürst Friedrich den Sanftmütigen, durchzusetzen gedachte. Während Albrecht selbst die Flucht gelang, kam Ernst erst nach einigen Tagen aus der Prinzenhöhle im Erzgebirge, wo er festgehalten worden war, frei. Kauffungen wurde einer Überlieferung nach nur wenig später von einem Köhler gefangen genommen und am 13. Juli hingerichtet. Am 15. Juli 1455 unternahmen die Eltern der geretteten Prinzen, Kurfürst Friedrich und seine Frau Margaretha, eine Wallfahrt nach Ebersdorf, um für die Rettung ihrer Kinder ein Dankopfer darzubringen. Margaretha machte der Kirche eine Stiftung, und zum Andenken wurden die Gewänder der Prinzen und die Kappe des Köhlers, der Kunz von Kauffungen dingfest gemacht hatte, fortan als Votivgaben präsentiert. Ein zeitgenössischer Bericht über diese Vorgänge hat sich jedoch nicht erhalten. Erst Petrus Albinus erwähnte in seiner Meißnischen Land- und Berg-Chronica von 1590 ein „Stifftlein“, wo die Kleider der „jungen Herren“ aufgehängt worden seien. Die angeblich von 1456 stammende Urkunde von Papst Calixt III. über eine Altarstiftung ist nur in Johannes Vulpius’ 1704 verfassten Darstellung der Entführung und Rettung der Prinzen überliefert. Darin betont Vulpius, dass diese Urkunde ihm nicht als Original vorgelegen habe, sondern er sie vielmehr einer seiner Quellen entnommen habe. Er schrieb weiter, dass die Kurfürstin jeden Dienstag, bei allen Marienfesten und am Tag nach Kiliani, dem Jahrestag der Entführung, zu haltende Dankmessen an der Ebersdorfer Kirche gestiftet habe, nach deren Feier Bedürftigen Almosen zu reichen seien. Die Glaubwürdigkeit dieser Angaben, insbesondere der Papsturkunde selbst, ist jedoch fragwürdig, da der „Vielschreiber“ Vulpius (1645–1714) schon zu Lebzeiten als Fälscher verrufen war. Glaubwürdig ist dagegen Vulpius’ Beschreibung der Kleider, die der Kirche zur Erinnerung übergeben wurden. Diese seien rund zweihundert Jahre nach den Ereignissen erneuert worden. Die noch heute in einer Vitrine in der Stiftskirche aufbewahrten, weitgehend zerfallenen Kleidungsstücke, zwei weiße Hemden sowie die Reste zweier roter Jacken mit grünem Besatz, sind demnach wahrscheinlich Kopien des 17. Jahrhunderts.
Der Einzugsbereich des Ebersdorfer Wallfahrt war mit etwa 50 Meilen für einen Nahwallfahrtsort vergleichsweise groß. Dazu mögen auch das Vorbild und die Förderung durch die Landesherrschaft beigetragen haben. Finanziell war die Wallfahrt sehr einträglich: Mit den Spenden der Pilger konnte die Kirche zwei Dörfer erwerben und besaß genügend Kapital, das sie gegen Zinsen verleihen konnte. Für die Versorgung der Pilger mit Getränken erteilte die Landesherrschaft Privilegien. Eine Urkunde von 1399, in der die Ebersdorfer Wallfahrt zum ersten Mal erwähnt wird, dokumentiert ein solches Privileg, das damals einem Chemnitzer Geistlichen erteilt worden war. Rund zwanzig Jahre später teilten sich der örtliche Priester und der Patronatsherr Heinrich von Honsberg aus Lichtenwalde das Schankrecht. Im Erbgericht in der Lichtenauer Straße 54, direkt neben der Kirche, entstand die Erbschenke. Diese Schenke blieb in den darauffolgenden Jahrzehnten Streitpunkt zwischen der Kirche und dem Chemnitzer Rat, der ungern auf die erzielten Einnahmen verzichtete.

### Kirchenneubau und Stiftsgründung
Die offensichtlich sehr einträgliche Wallfahrt erlaubte es, die kleine romanische Kirche im Laufe von rund fünf Jahrzehnten – mit zahlreichen Unterbrechungen – im spätgotischen Stil zu vergrößern. Den Auftrag zu dieser Umgestaltung der Kirche gab Kurfürst Friedrich der Streitbare. Zusammen mit seinem Bruder Wilhelm erbat er von Papst Martin V. 1425 die Gewährung eines Ablasses zur Finanzierung der Baumaßnahmen, der im folgenden Jahr erteilt wurde. Der Umbau begann mit dem Abbruch des romanischen Chors und der Apsis und dem Neubau eines um ein Joch verlängerten Langchores mit Fünfachtelabschluss. Der neue Chor war noch nicht fertiggestellt, als man sich entschied, auch das Langhaus zu vergrößern. Um die Kirche während des Umbaus weiter nutzen zu können, wurde der Neubau um das bestehende, deutlich niedrigere Langhaus herum aufgeführt. Erst anschließend wurde das romanische Gemäuer entfernt, wobei die alten Strebepfeiler als Stützen für die neuen Mauern erhalten blieben. Dieser Baumethode ist die asymmetrische Raumdisposition zu verdanken, bei der es sich laut Tilo Richter um ein „künstlerisches Konzept“ handelte.
In Ebersdorf bestand ein Kollegiatstift der Diözese Meißen. Der Zeitpunkt der Begründung ist nicht belegt. Eine 1469 in Rom ausgestellte Urkunde, die die bereits bestehende Einrichtung bestätigt, ist der älteste Beleg. Initiiert hatte die Stiftsgründung möglicherweise Nikolaus Rotenfels, der als Domherr in Meißen und Naumburg seit spätestens 1443 gleichzeitig Pleban der Wallfahrtskirche in Ebersdorf war. Sein Name findet sich auf der Weiheinschrift eines 1446 geweihten Altars. Zum Stift gehörten neben dem Pleban und dem Senior sechs Vikare oder Altaristen, die an den Nebenaltären Messe lasen. Unter ihnen finden sich wiederholt Verwandte der Chemnitzer Ratsfamilien. Die Häuser aller Kleriker lagen rings um die Kirche und waren von Abgaben befreit.

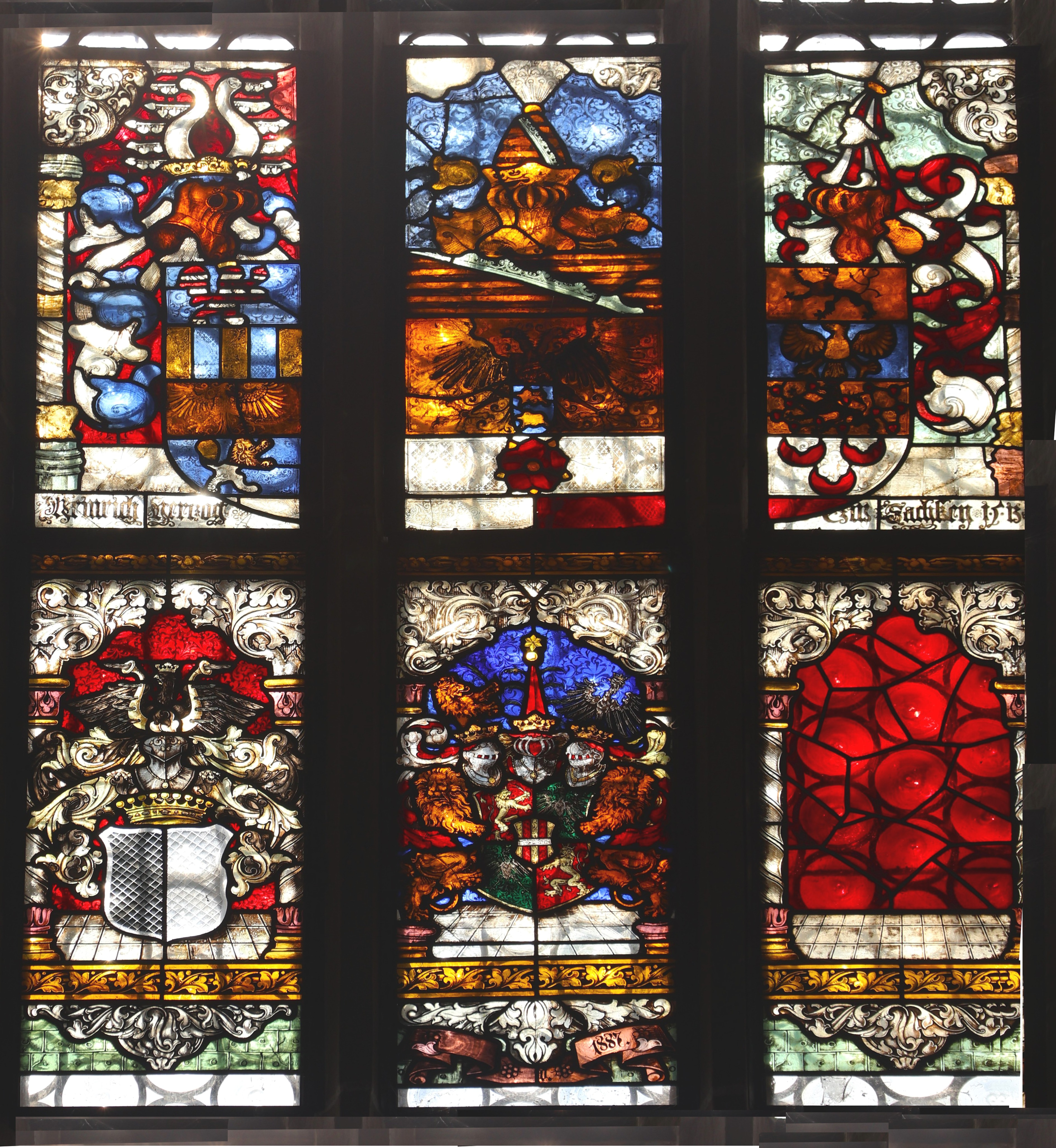
Wappen von Herzog Heinrich dem Frommen
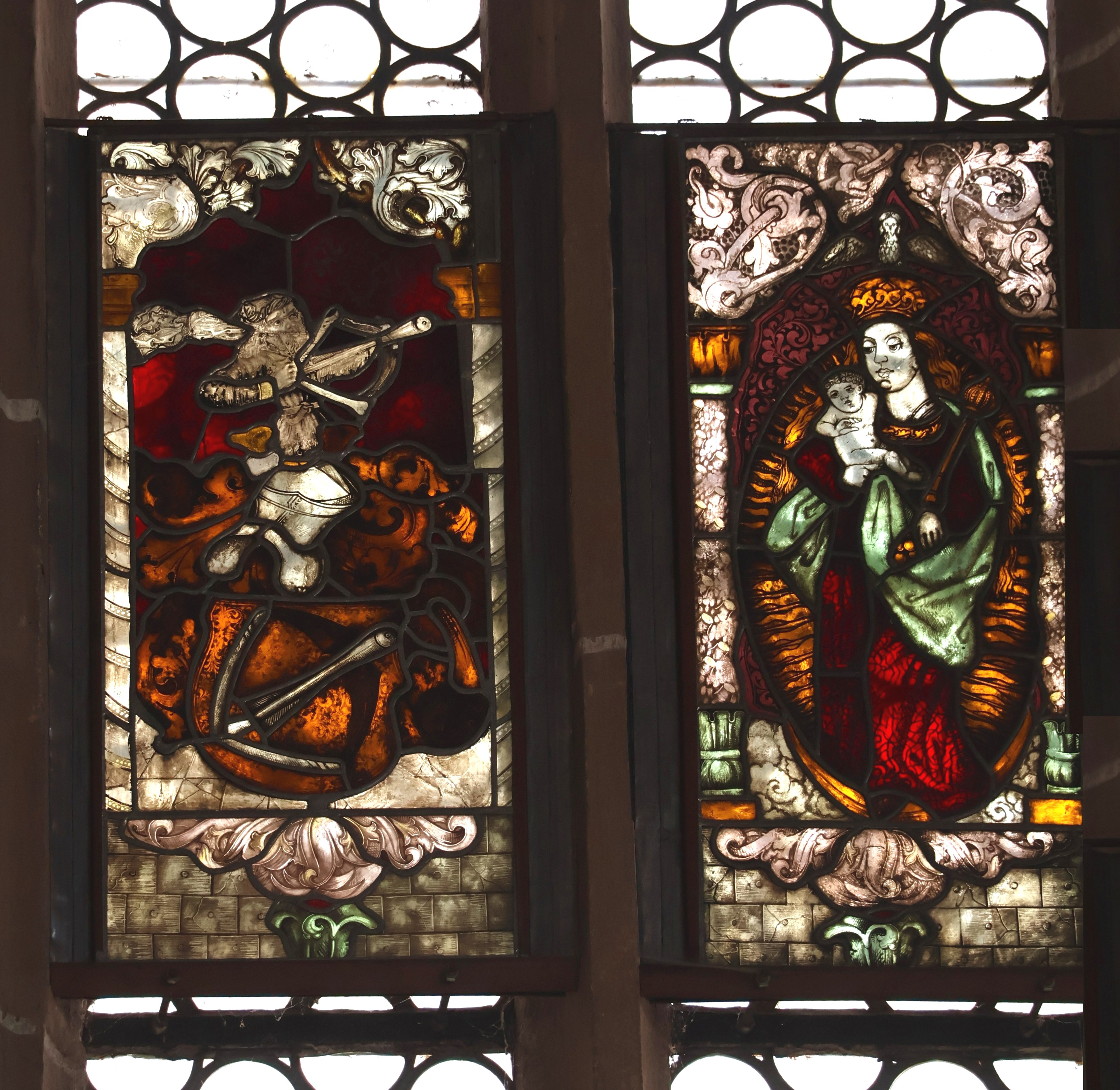
Wappen der Familie Schütz

Zu Beginn des 16. Jahrhunderts erhielt die Kirche mit dem Hochaltar und weiteren Schnitzwerken eine neue Ausstattung. Der auf der Rückseite mit 1513 datierte Altaraufsatz selbst und ein Chorgestühl tragen die Wappen des Kirchenpatrons Georg von Harras und seiner aus der Familie Minckwitz stammenden Ehefrau Margarethe. Nicht datiert, aber stilistisch derselben Zeit zuzuordnen sind drei hochwertige, dem Meister H. W. zugeschriebene Stücke, zwei Pulthalterfiguren und ein Triumphkreuz, die die Neuausstattung des Chorraumes vervollständigten. Mehrere spätgotische Glasmalereien in den Chorfenstern, darunter eine mit 1513 datierte Wappenscheibe Herzog Heinrichs des Frommen und weitere Wappenscheiben, die auf die in Chemnitz ansässige Familie Freiberger und die Söhne des um 1505 verstorbenen Chemnitzer Bergbauunternehmers und Bürgermeisters Ulrich Schütz hinweisen, lassen darauf schließen, dass neben dem Kirchenpatron auch der Herzog und führende Chemnitzer Familien an der Stiftung der neuen Ausstattung beteiligt waren. Einer der Brüder Schütz war der 1520 verstorbene Balthasar Schütz, der neben seiner Stelle als Pfarrer der Chemnitzer Stadtkirche ausweislich einer Inschriftentafel in Ebersdorf zugleich eine Pfründe als Priester am dortigen Stift innehatte.

### Nach der Reformation
Da Ebersdorf zum Amt Rochlitz gehörte, das seit 1537 als Wittum im Besitz der Elisabeth von Hessen war, der Witwe von Herzog Georgs Sohn Johann, hielt die Reformation hier bereits zwei Jahre früher als im übrigen albertinischen Sachsen Einzug. Angeblich soll bereits 1521 der damalige Pleban Kaspar Zeuner zum Luthertum übergetreten sein und geheiratet haben. Der erste namentlich bekannte lutherische Prediger war jedoch erst der 1538 eingesetzte Gregorius Göltzsch. Da die Nebenaltäre ihre Bedeutung verloren, wurde das Stift aufgelöst. Genaue Quellen dazu fehlen.
Während des Dreißigjährigen Kriegs starb mehr als die Hälfte der Bevölkerung bei wiederholten Pestausbrüchen. Zwischen 1623 und 1633 starben vier Pastoren. Durchziehende Heere verwüsteten auch die Kirche. Insbesondere die Orgel kam zu Schaden.
In der Nacht zum 18. September 1654 brach im Erbgericht, der Schenke, ein Feuer aus, das auf die Wehrmauer mit ihren Türmen und auch auf die Kirche übergriff. An Turm und Dach kam es dabei zu schweren Schäden, die Glocken schmolzen. Bis auf wenige Reste zerbarsten auch die farbigen Glasfenster. Dank des mutigen Eingreifens „ezlicher sehr beherzten leuthe“ konnten die Kirche und die gesamte Ausstattung einschließlich des Orgelwerks gerettet werden, obwohl das Feuer bereits bis in die Blasebalgkammer vorgedrungen war. Die Wiederherstellung, die bis 1659 andauerte, bezahlte der Kurfürst. Auf den Wiederaufbau des Gewölbedachreiters wurde verzichtet.
In den Jahren 1882 bis 1887 fand eine grundlegende Renovierung und Umgestaltung im historisierendem Stil statt. Dabei kam eine neue Kanzel in die Kirche, über dem gesamten Seitenschiff und an der Nordseite wurden Emporen eingezogen und dabei die Westempore für die neue Orgel bis auf die Tiefe des Turms erweitert. Die mittelalterlichen und frühneuzeitlichen Grabplatten, die den gesamten Kirchenboden bedeckt hatten, ersetzte man durch Fliesen. Die Fassung der Kirchenausstattung in dunklen Farben entsprach dem Zeitgeschmack. Ein Gemeindeglied stiftete 1886 den Neuguss von drei Glocken. Außer diesen Glocken haben sich von dieser Renovierung nur die vergrößerte Westempore und die neugotischen Maßwerkfenster erhalten. Vorher hatte nur ein Fenster an der Nordwand ein gotisches Maßwerk.
Ab 1959 konnte die Kirche renoviert werden, wobei man die historisch belegte Farbigkeit und Baugestalt vom Ende des 15. Jahrhunderts wiederherstellte. Spätere Einbauten wie die Emporen, das Patronats- und das Pfarrergestühl, die Kanzel und die von Alfred Diethe entworfenen neugotischen Altarfenster wurden entfernt. Die Turmkapelle wurde zum Hauptschiff hin geöffnet. In diesem Zusammenhang fanden bis 1961 auch Ausgrabungen statt, bei denen sich der auf etwa 1160 zu datierende Vorgängerbau zeigte. Um den wiederhergestellten Raumeindruck nicht zu stören, wurde eine schlichte Kanzel aus Holz und Beton direkt an der Nordostwand des Langhauses neben dem Triumphbogen eingebaut, die durch den wiederhergestellten Mauerdurchbruch aus der Sakristei zu erreichen ist.

## Bau
Die Ebersdorfer Stiftskirche ist eine aus Hilbersdorfer Porphyrtuff errichtete spätgotische Hallenkirche mit einem zweijochigen Chor, einem asymmetrischen, zweischiffigen Langhaus und einem Turm in der Südwestecke. Das Langhaus ist etwa so lang wie der Chor, hat aber drei Joche, wobei das dritte Joch des schmaleren südlichen Seitenschiffes der ebenfalls eingewölbte Turmraum ist. Ob ursprünglich eine Doppelturmanlage geplant war, lässt sich nicht nachweisen. Drei Portale führen an der West- und Südseite des Langhauses und an der Südseite des Chores in den Kirchenraum. Die Kirche ist nicht geostet, sondern mit dem Altarraum nach Nordosten ausgerichtet.
Im Inneren fällt durch die Überschneidung des östlichen Mittelpfeilers des Langhauses mit dem Triumphbogen die Asymmetrie auf, während sich das Westportal auf einer Achse mit dem Chor befindet. Das südliche Seitenschiff ist viel schmaler als das Hauptschiff. Chor und Langhaus sind eingewölbt. Das Netzgewölbe im Chor hat weder Schlusssteine noch Konsolen, während beim Kreuzrippengewölbe im Langhaus kleine Konsolen mit verschiedenen Figuren und vergoldete Schlusssteine vorhanden sind. Die Säulen und Gewölberippen des Langhauses sind dem ursprünglichen Aussehen entsprechend mehrfarbig gestaltet. Das neugotische Maßwerk der meisten Fenster stammt von der Restaurierung von 1882 bis 1887. Einige farbige Glasscheiben in den Chorfenstern sind aus dem frühen 16. Jahrhundert erhalten. In den baulichen Details und in der Farbgestaltung besteht eine deutliche stilistische Nähe zur St.-Jakobi-Kirche in Chemnitz. In die Nordostwand des Chores ist eine mit einem schmiedeeisernen Gitter versehene Sakramentsnische eingefügt.

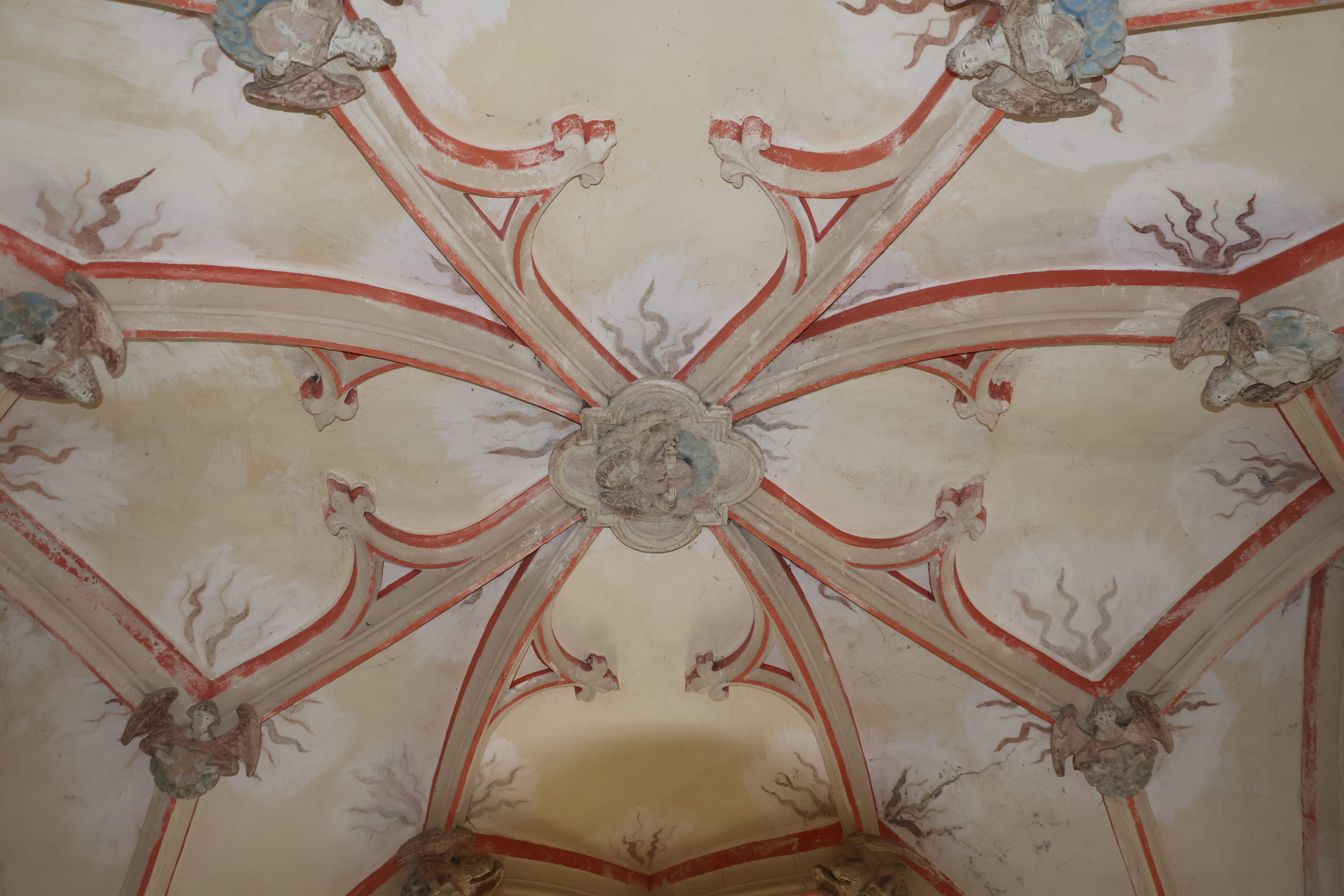
Gewölbe der Nordkapelle

Durch einen Zugang vom Langhaus zu erreichen ist die spätgotische Nordkapelle, die etwa 1460/70 als letzter Bauteil errichtet wurde. An den Kreuzungspunkten des achtteiligen, farbig gefassten Ziersterngewölbes halten Engel Schilde mit den Marterwerkzeugen. Unter dieser Kapelle befindet sich eine zugemauerte Gruft mit Särgen der Familie Watzdorf, die im 17. Jahrhundert Patronatsherren der Kirche waren.
Nördlich an den Chor angebaut ist die Sakristei mit einem einfachen Tonnengewölbe. Hier haben sich einige gotische Wandmalereien erhalten, wie Darstellungen des heiligen Christophorus, eines Bischofs und über dem Portal des Schweißtuchs der Veronika. Von der Sakristei führt der Aufgang zur Kanzel an der Nordostecke des Langhauses durch einen Mauerdurchbruch.

## Ausstattung
Die Ebersdorfer Stiftskirche besitzt eine hochwertige Sammlung mittelalterlicher Sakralkunstwerke. Das älteste Ausstattungsstück ist eine romanische Sitzmadonna aus dem 14. Jahrhundert, wahrscheinlich das Kultbild der Wallfahrt. Während die Wallfahrt blühte, gelangten im 15. und beginnenden 16. Jahrhundert weitere Kunstwerke in die Kirche, von denen sich längst nicht alles erhalten hat. Zu den nicht mehr in der Kirche vorhandenen Kunstwerken gehört ein zu Beginn des 16. Jahrhunderts hergestelltes und nur fragmentarisch erhaltenes Chorgestühl, dessen Flachreliefs mehrere Heilige und die Wappen des Patrons Georg von Harras und seiner Frau Margarethe von Minckwitz zeigen.

### Altäre
Vor der Reformation soll es insgesamt sechs Altäre gegeben haben, von denen der Hauptaltar Maria geweiht war und die Nebenaltäre dem Heiligen Kreuz, den Heiligen Nikolaus und Hieronymus, der heiligen Anna sowie allen Heiligen. Von einem 1446 geweihten Altar hat sich die Weiheinschrift erhalten, nach der er dem Andenken der Heiligen Johannes des Täufers, Bartholomäus, Kunigunde, Hieronymus und Ottilie gewidmet war. Ein weiterer, unvollständig erhaltener Altar von etwa 1490, der sich 1886 im Museum des Vereins für Chemnitzer Geschichte befand, dessen Bestände 1928 dem Schloßbergmuseum Chemnitz überlassen wurden, zeigte im Mittelschrein geschnitzte Figuren von Anna Selbdritt, Maria und Ulrich von Augsburg.

#### Altarfragmente
Von einem Altarretabel aus dem frühen 15. Jahrhundert hat sich ein Schrein mit drei Schnitzfiguren erhalten, Maria mit Kind auf der Mondsichel, gerahmt von zwei knienden Stifterfiguren, einem fürstlichen Paar, höchstwahrscheinlich Markgraf Friedrich dem Streitbaren, ab 1423 erster Kurfürst aus dem Haus Wettin, und seiner Frau Katharina, auf deren Initiative hin der Neubau der Kirche begann. Es sind die einzigen zeitgenössischen Darstellungen dieses Fürstenpaares. Dieser Schrein hängt normalerweise an der Südwand des Langhauses. Im Juli 2023 wurde er abgebaut, um renoviert zu werden. Anschließend wurde er vom 21. Oktober 2023 bis zum 20. Oktober 2024 in der Ausstellung Königsmacher. 1423 – ein Wettiner wird Sachse auf der Albrechtsburg in Meißen ausgestellt.
Daneben ist ein Gemäldeflügel von einem ansonsten verlorenen Flügelaltar aufgehängt, dessen schlecht erhaltene Malerei zwei Szenen aus dem Marienleben, die Verkündigung und die Darstellung im Tempel, enthält.

#### Marienaltar von 1513
1513 erhielt die Kirche einen neuen Flügelaltar, der seitdem auf dem Altartisch im Chor steht. Für seine Herstellung arbeiteten mehrere Kunsthandwerker zusammen. Wie die Wappen auf der Predella belegen, wurde er von dem damaligen Kirchenpatron Georg von Harras und seiner Frau Margarethe von Minckwitz gestiftet.
Der Altar hat zwei bewegliche Flügelpaare, so dass drei Wandlungen möglich sind. Seine Rückseite umfasst die gesamte Breite des aufgeklappten Zustandes, da der Altar ein drittes, fest am Schrein montiertes und daher unbewegliches Flügelpaar, sogenannte Standflügel, besitzt. Somit erscheint er anders als viele andere Flügelaltäre nicht schmaler, wenn das äußerste bewegliche Flügelpaar geschlossen ist.
Die ursprünglich nur an Festtagen sichtbaren Schnitzfiguren des Mittelschreins, der Innenseiten des inneren Flügelpaares und des Gesprenges sowie die Predella werden dem mit dem Notnamen Meister des Flöhaer Altars bezeichneten Hersteller des Altars der Georgenkirche in Flöha zugeschrieben. Im Mittelschrein ist die Gottesmutter mit dem Jesuskind als Mondsichelmadonna dargestellt, gekrönt von zwei Engeln und gerahmt von den ebenfalls gekrönten heiligen Jungfrauen Barbara von Nikomedien mit ihren Attributen Turm und Kelch und Dorothea mit einem kleinen Kind und einem Blumenkorb.
Die Reliefs in den Seitenflügeln zeigen vier Szenen aus der Weihnachtsgeschichte. Chronologisch beginnt die Geschichte links oben mit der Verkündigung der Geburt Jesu an Maria. Es folgt rechts oben das Weihnachtsgeschehen selbst, entsprechend der nach der Vision der Birgitta von Schweden üblichen Ikonographie als Verehrung des nackt auf dem Boden liegenden Jesuskindes durch seine Eltern im Stall von Bethlehem. Unten links ist die Anbetung des Jesuskindes durch die Heiligen Drei Könige dargestellt. Dabei erscheinen die drei Könige als Vertreter der drei damals bekannten Kontinente. Unten rechts ist die Darstellung des Kindes im Tempel abgebildet. Die hebräischen Buchstaben in der im Jerusalemer Tempel lokalisierten Szene ergeben keinen Sinn. Simeon, der vor dem Jesuskind kniet, ist durch die quersitzende Mitra als jüdischer Priester erkennbar. Hinter Maria, die hier als verheiratete Frau mit Schleier erscheint, und Joseph stehen die Prophetin Hanna und eine Frau mit einem Korb, in dem die beiden Tauben sitzen, die nach Lev 12,8  als Opfer für die Reinigung der Mutter nach der Geburt vorgeschrieben waren.
In der Predella ist die Heilige Sippe dargestellt. Unten sitzen vier Frauen, von denen Maria daran zu erkennen ist, dass sie statt einer Haube eine Krone trägt, und sechs Kinder, von denen eins überproportional groß ist. Dahinter an der Brüstung stehen Anna mit dem Jesuskind, das als künftiger Erlöser einen goldenen Reichsapfel hält, und acht Männer.
Den Altarauszug bildet ein Gesprenge mit Plastiken von Johannes dem Täufer, Christophorus und Laurentius. So ist der Altar jedoch erst seit der Renovierung im späten 19. Jahrhundert gestaltet. Steche beschrieb ihn 1886 noch als „seiner ursprünglichen Umrahmung und Bekrönung beraubt“. Demnach ist nicht sicher, ob die drei Heiligen ursprünglich zu dem Marienaltar von 1513 gehörten.
Die Gemälde der ersten Wandlung des Altars, acht figurenreiche, kleinteilige Szenen der Passionsgeschichte, schuf Hans Hesse, der auch zahlreiche andere Altäre in Sachsen malte. Für mehrere dieser Bilder verwendete er den Passions-Holzschnittzyklus von Lucas Cranach dem Älteren von 1509 als Vorbild. Die vier Heiligenfiguren, die auf der äußersten Seite, der Alltagsseite, zu sehen sind, Sebastian und Georg in der Mitte und Petrus und Paulus in den Standflügeln, stammen wahrscheinlich aus der Werkstatt von Hans von Cöln, der sich für die Gestaltung der Heiligen an Albrecht Dürer orientierte.
Auch die Rückseite von Schrein und Standflügeln ist bemalt: Im Grisaillestil finden sich dort innen die vier Evangelisten und außen die vier lateinischen Kirchenväter Gregor der Große, Hieronymus, Augustinus von Hippo und Ambrosius von Mailand. Das Schweißtuch der Veronika auf der Rückseite der Predella ist zwar in der Literatur beschrieben, war aber 2023 nicht vorhanden.

### Skulpturen
Links vom Altar an der Nordwand des Chores befindet sich die kleine thronende Madonna, bei der es sich vermutlich um das Gnadenbild der Wallfahrt handelte. Sie wird aufgrund des „archaischen Lächelns“ und des im 13. Jahrhundert verbreiteten Typus der Sitzmadonna teilweise als aus dem späten 13. Jahrhundert stammend angesehen, in neuerer Zeit jedoch wegen des weichen Faltenfalls meist auf etwa 1320 datiert und damit nicht mehr der Romanik, sondern der Frühgotik zugeordnet. Maria hält in der Rechten einen kleinen Vogel, während sie mit der Linken das mit übergeschlagenen Beinen auf ihrem Schoß sitzende Jesuskind stützt, dessen vermutlich zu einer Segensgeste erhobene rechte Hand verloren ist. Von der ursprünglichen Bemalung der Plastik sind nur Reste erhalten.
Auf etwa 1420/30 und damit hundert Jahre jünger als die Sitzmadonna werden ein Vesperbild oder Pietà und eine Marmorfigur des Kirchenvaters Hieronymus datiert. Das hölzerne Vesperbild an der Südwand des Chores zeigt Maria mit gramzerfurchtem Gesicht, ihren toten Sohn ausgestreckt auf dem Schoß. Der Kirchenvater sitzt als Gelehrter an einem Tisch, neben ihm der Löwe, dem er der Legende nach einen Splitter aus dem Fuß zog. Dieser Hieronymus wird aufgrund seiner weichen Gesichtszüge stilistisch nach Burgund verortet. Es wird angenommen, dass der Patronatsherr, Ritter Dietrich von Harras auf Schloss Lichtenwalde, die Skulptur von einer seiner Reisen, die er im Auftrag Kaiser Friedrichs III. unternahm, mitbrachte und der Kirche schenkte. Diese Figur steht in der Nordkapelle.
Weitere Schnitzfiguren, die an verschiedenen Stellen in der Kirche aufgestellt sind, stammen aus der Zeit kurz vor und nach 1500. Dazu zählen eine Darstellung des Erzengels Michael als Seelenwäger, eine sogenannte schöne Madonna sowie zwei Skulpturen des auferstandenen Christus, eine beschädigte, bei der der fast nackte Christus mit Leidensmiene auf die Seitenwunde weist, und eine, die den in ein rotes Tuch gehüllten Auferstandenen mit fehlenden Händen zwischen zwei Engeln zeigt. Die letzten drei Figuren standen vermutlich ursprünglich im Auszug eines Altars.
Zu den bedeutendsten Kunstwerken der Ebersdorfer Stiftskirche werden die vier Stücke gezählt, die dem als Hans Witten aus Köln identifizierten Meister H. W. zugeordnet werden. Zu den insgesamt vierzehn Kunstwerken in Chemnitz, die diesem Bildhauer und Bildschnitzer zugeschrieben werden, gehören zudem die Geißelsäule und das Nordportal der Schlosskirche sowie der Altar der St.-Jodokus-Kirche in Chemnitz-Glösa. In der Ebersdorfer Kirche werden ihm das Harras-Epitaph sowie die Pulthalterfiguren und das große Triumphkreuz zugeschrieben.
Die beiden aus Holz geschnitzten Pulthalterfiguren, ein Diakon und ein Engel, sind einzigartig. Die ohnehin seltenen anthropomorphen, das heißt menschengestaltigen Pulte für die liturgischen Lesungen im Gottesdienst kommen im Mittelalter fast ausschließlich als aus Stein hergestellte Einzelfiguren in Gestalt eines Diakons vor, die auch als Atzmann bezeichnet werden, während Pultengel sonst vor allem aus der Barockzeit bekannt sind. Die beiden lebensgroßen Figuren mit ihren individuellen Gesichtszügen und ihrer fein nuancierten Mimik zählen zu „den ausdrucksvollsten Plastiken der deutschen Spätgotik überhaupt“. Die (beim Blick zum Altar) rechte Figur, der Diakon, steht auf der Seite, auf der traditionell die Epistel gelesen wird. Ihm gegenüber auf der Evangelienseite steht der Engel, dessen verklärter Blick gen Himmel gerichtet ist. Auf seinem Pult stand das Evangelistar. Beide Figuren entstanden vermutlich wie der Hauptaltar um 1513. Die originale farbige Fassung ist fast völlig erhalten.
Das überlebensgroße Kruzifix schuf Hans Witten 1513 gleichzeitig mit der Entstehung des Altars. Das Gesicht des Sterbenden ist schmerzverzerrt, der Körper mit verkrampften Muskeln und heraustretenden Adern realistisch dargestellt. In seinem heutigen Zustand zeigt es nach der Entfernung der neugotischen Übermalung eine barocke Fassung. Das vermutlich ursprünglich im Triumphbogen hängende Triumphkreuz ist jetzt an der Nordwand des Chores aufgehängt.

### Harras-Epitaph

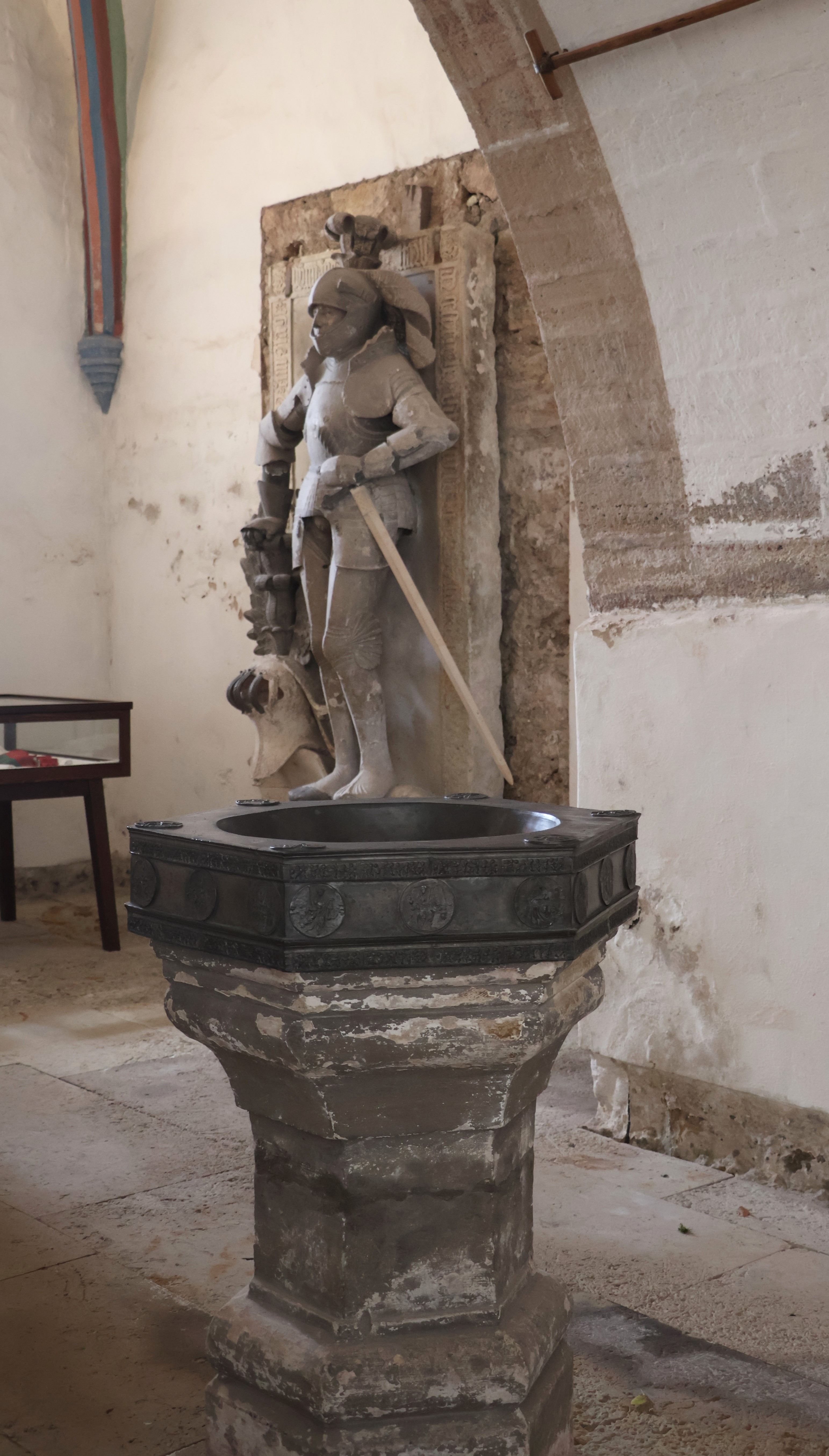
Das Harras-Epitaph in der Turmkapelle hinter dem Taufstein von 1540

Das Epitaph des Dietrich von Harras wurde wohl 1502/03 hergestellt und wird ebenfalls Hans Witten zugeschrieben als dessen frühestes Werk im Chemnitzer Umland. Es ist aus Tuffstein und war ursprünglich farbig gefasst. Harras, der wie sein Vater Hermann im Dienst der sächsischen Fürsten stand, hatte 1451 zusammen mit seinen Brüdern die Herrschaft Lichtenwalde geerbt und war damit Patronatsherr der Kirche. Sein Bruder Otto war Pfarrer in Ebersdorf. Georg von Harras, der Stifter des Altars, war sein Sohn.
Wie die Umschrift mitteilt, starb Dietrich von Harras im Jahr 1499 „am tage primi und feliciani“, also am Gedächtnistag der Märtyrer Primus und Felicianus am 9. Juni. Er ist in voller Rüstung auf einem Löwen stehend dargestellt, die rechte Hand auf die Helmzier seines Wappens gestützt, die linke Hand am Schwertgriff. Sein Gesicht zeigt einerseits individuelle Züge, ist aber andererseits idealisiert, denn als Harras starb, war er etwa siebzig Jahre alt und damit deutlich älter als dargestellt.

### Glasfenster
In die Chorfenster sind die Überreste gotischer Fenster eingelassen. Eins der Fenster mit dem Wappen des Herzogs Heinrich des Frommen ist mit 1513 datiert. Da die übrigen Fenster stilistisch sehr ähnlich sind, kann davon ausgegangen werden, dass sie zur selben Zeit angefertigt wurden. Nur die Scheiben unter dem herzoglichen Wappen sind neugotische Ergänzungen von 1887. Außer Wappen führender Chemnitzer Familien zeigen die Glasscheiben aus dem 16. Jahrhundert eine Madonna im Strahlenkranz, einen Schmerzensmann neben einer Mater Dolorosa sowie den Apostel Bartholomäus und Johannes den Täufer.

### Votivgaben
In der Kirche werden mehrere Votivgaben aufbewahrt, die Pilger aus Dankbarkeit und Erinnerung an den Beistand der Gottesmutter darbrachten. Neben den Prinzenkleidern sind hier etliche Krücken zu erwähnen, von denen eine noch in der Kirche ausgestellt wird.

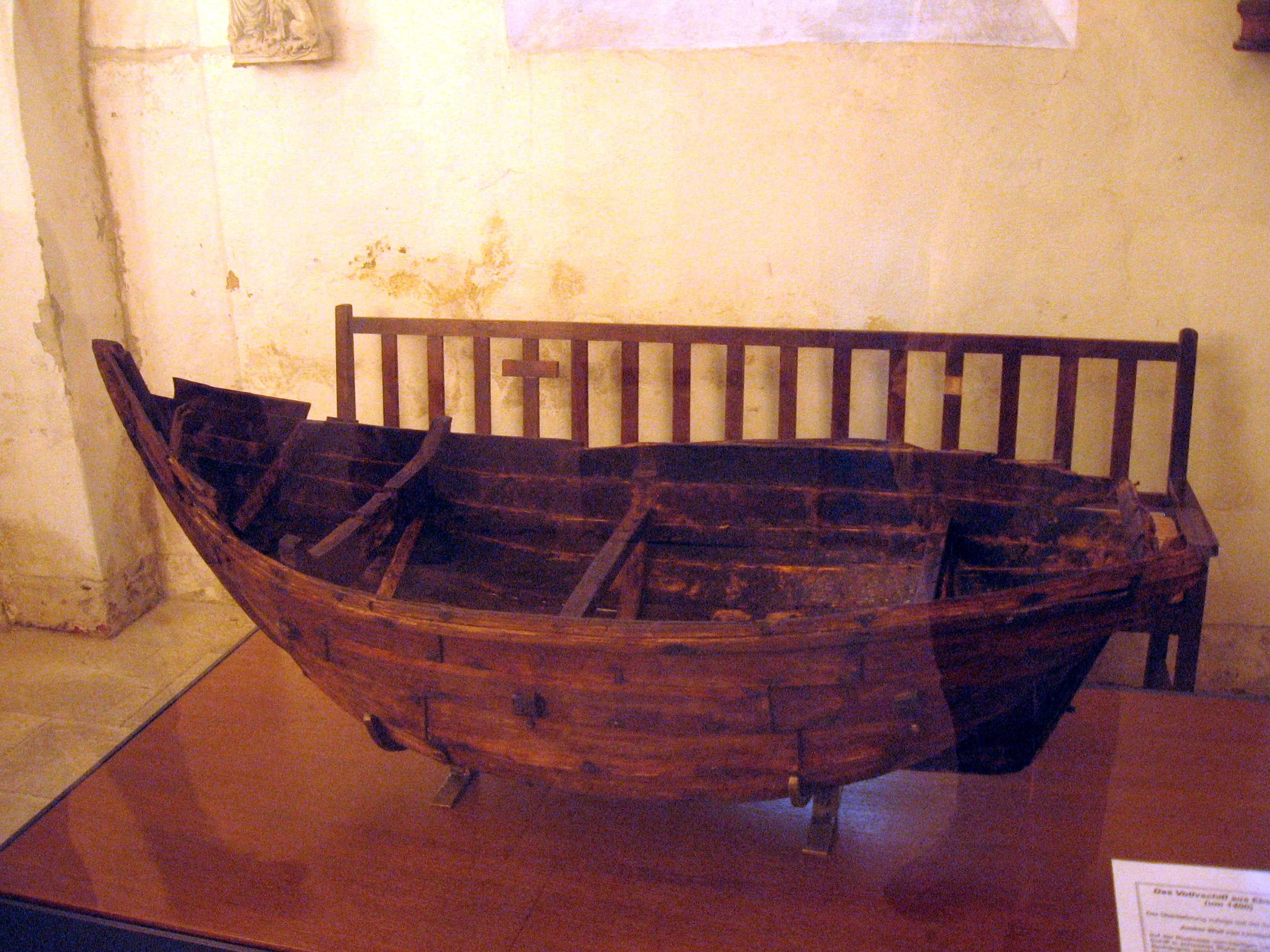
Ebersdorfer Koggenmodell

Von besonderer Bedeutung ist das Ebersdorfer Koggenmodell. Das 115 cm lange Votivschiff, von dem der Rumpf mit einem Teil des Achterschiffs erhalten ist, wird auf die Zeit kurz vor oder nach 1400 datiert und ist damit eins der ältesten erhaltenen Schiffsmodelle. Es ist bis hin zur Kalfaterung der Planken und dem nur noch fragmentarisch erhaltenen Anstrich detailgetreu gearbeitet. Für die Wissenschaft bietet es wichtige Hinweise zur Geschichte des mittelalterlichen Schiffbaus. Im Vorfeld eines Koggennachbaus für das Freilichtmuseum Ukranenland wurde es an der Universität Rostock mit einem 3D-Laserscanner vermessen. Die Sage, die Widar Ziehnert in Verse brachte, erzählt von einem Ritter von Lichtenwalde, der auf der Rückkehr vom Kreuzzug in Seenot geriet, in Todesangst ein Gelübde ablegte und nach seiner Rettung und Heimkehr das Modell als „Goldschiffchen“ gefüllt mit Münzen stiftete. Über den wirklichen Stifter und sein Motiv, das Modell eines hochseetauglichen Schiffes einer weit vom Meer entfernten Kirche zu stiften, ist nichts überliefert. Das Schiffchen war bis zur Kirchenrenovierung 1959 im Eingangsbereich aufgehängt und ist nun in einer Vitrine in der Nordkapelle ausgestellt.

### Taufbecken
In der Kirche befinden sich zwei Taufbecken. Vor dem Altar steht ein großer Taufstein mit farbigem Blendmaßwerkschmuck aus dem 15. Jahrhundert. Von etwa 1540 ist der etwas kleinere sechseckige Taufstein im Übergang zum Turmraum, der eine Zeit lang Taufkapelle war. Er hat einen zinnernen Aufsatz mit integrierter Taufschale, in den rings um die Taufschale und am äußeren Rand umgeben von zwei Friesen kleiner Putten runde Medaillons mit Abbildungen christlicher Tugenden nach Vorlagen von Peter Flötner eingearbeitet sind.

### Weitere Ausstattung
Im Altarraum stehen zwei hohe geschnitzte hölzerne Leuchter aus dem 15. Jahrhundert.
Die schlichte Kanzel an der Nordostecke des Langhauses stammt von 1965.
Zudem sind mehrere Grabsteine in der Kirche aufgestellt, darunter der Bildnisgrabstein des 1676 nach 21 Amtsjahren im Alter von 52 Jahren verstorbenen Pastors Johann Georg Küßing.

## Orgel

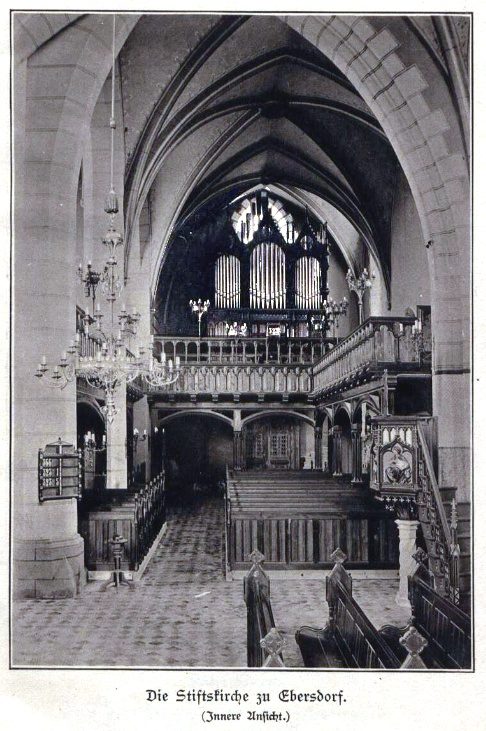
Eule-Orgel (1891)
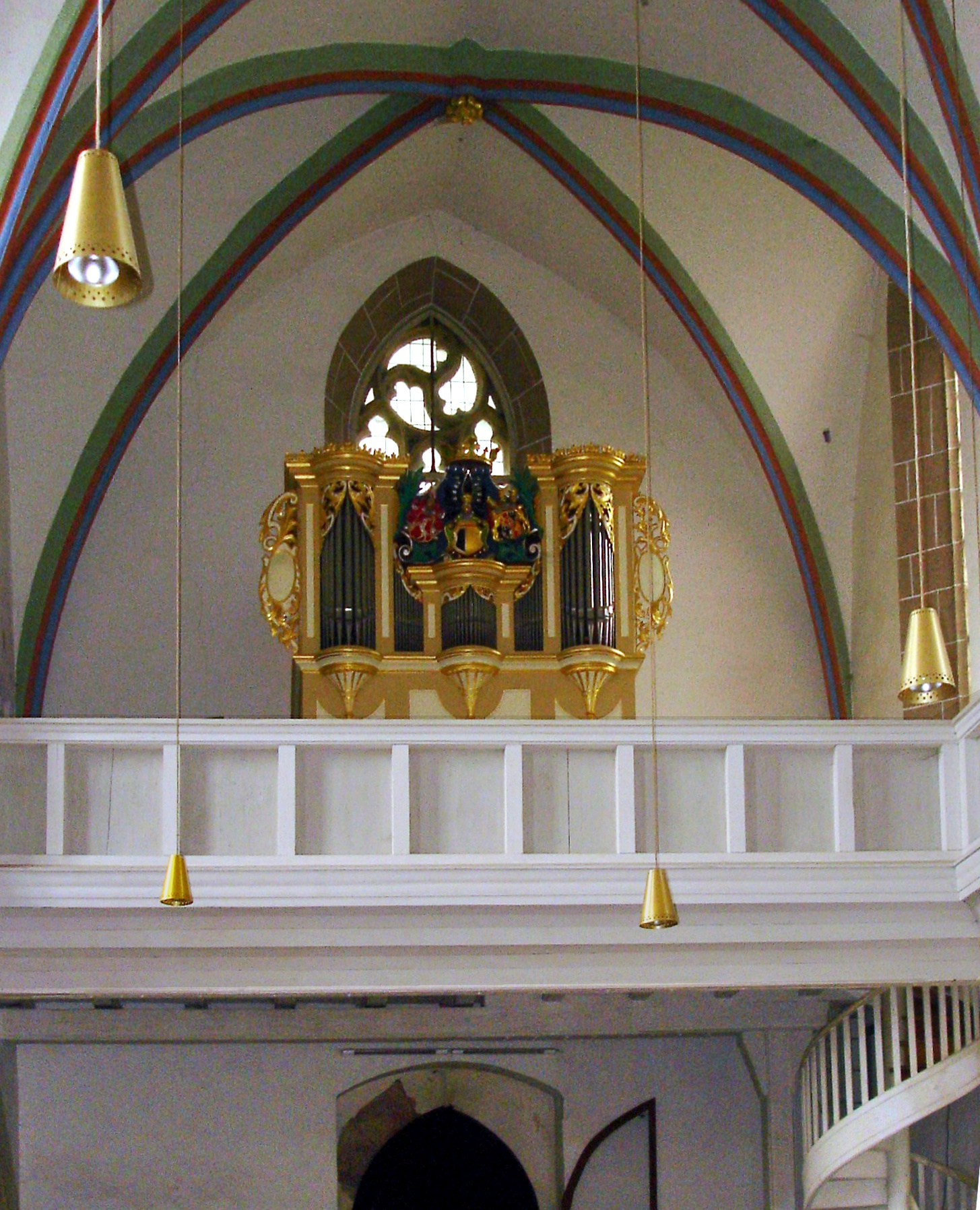
Donati-Orgel (vor 2009)
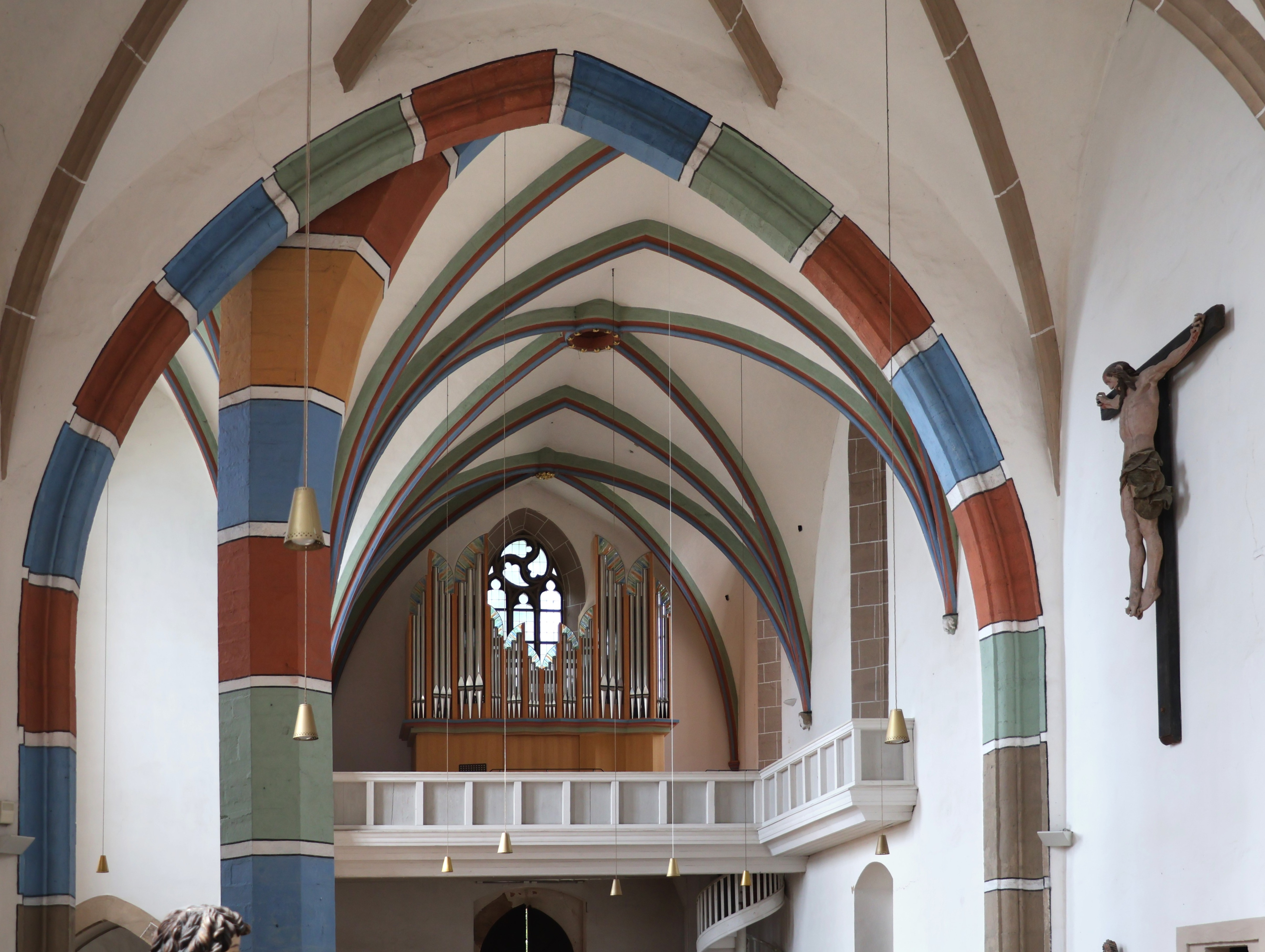
Jehmlich-Orgel (2023)

Eine kleine Orgel mit nur sechs Registern auf einem Manual hing bereits vor der Reformation an der Nordwand des Chors. Wohl noch im 16. Jahrhundert wurde ein zweites, größeres Instrument auf der Westempore errichtet, das durch den Brand der Kirche 1654 erheblich beschädigt und 1658 von dem Chemnitzer Orgelbauer Hanß Forbig repariert wurde. Auch dieses Instrument hatte nur ein Manual. Anlässlich der Reparatur, die nach einem zweiten Turmbrand 1724 notwendig geworden war, wurde es 1739 von Johann Christoph Gottlob Donati um ein zweites Manual und ein Pedal erweitert. Nach der Prüfung der vergrößerten Orgel 1740 wurde die kleine Chororgel entfernt.
Im Zuge der Umgestaltung der Kirche wurde 1887 eine neue Orgel von Hermann Eule mit 21 Registern auf zwei Manualen angeschafft und auf der erweiterten Westempore aufgestellt. Diese Orgel wurde 1959 entfernt. Der geplante Neubau kam aber nicht zustande. Stattdessen erstand man 1961 die barocke Orgel der 1945 durch die Rote Armee weitgehend zerstörten Schlosskapelle Lichtenwalde, die Donati 1741 nach dem Vorbild des von ihm ein Jahr zuvor für die Stiftskirche gebauten Instruments hergestellt hatte. Die Orgelbauwerkstatt Eule passte das stark beschädigte und nicht mehr spielbare Instrument an die Bedürfnisse der viel größeren Stiftskirche an. Mehrere Register fehlten und wurden mit neuen Pfeifen ersetzt. Durch den Umbau war die Orgel um einen halben Ton tiefer gestimmt als zuvor. Nachdem die Sanierung der Lichtenwalder Schlosskapelle 2008 abgeschlossen war, wurde die Donati-Orgel zurückgegeben.
Die jetzige Orgel der Stiftskirche wurde 2010 von Jehmlich Orgelbau Dresden erbaut. Wegen des hohen Gewichts des Instruments wurde es auf einer von der vorhandenen Empore unabhängigen und weitgehend unsichtbar in den Bau integrierten Stahlträgerplattform aufgestellt. Der Prospekt ist mit der Ausmalung harmonierendem farbigem Glas gestaltet. Das Instrument hat 15 Register auf Schleifladen. Die Spiel- und Registertrakturen sind mechanisch.
| I Hauptwerk C–g3 |             |    |
| 1.               | Principal   | 8′ |
| 2.               | Holzflöte   | 8′ |
| 3.               | Octave      | 4′ |
| 4.               | Hohlflöte   | 4′ |
| 5.               | Cornett III |    |
| 6.               | Mixtur IV   |    |
|                  | Tremulant   |    |

| II Hinterwerk C–g3 |              |    |
| 7.                 | Gedackt      | 8′ |
| 8.                 | Salicional   | 8′ |
| 9.                 | Fugara       | 4′ |
| 10.                | Gedacktflöte | 4′ |
| 11.                | Piccolo      | 2′ |
| 12.                | Oboe         | 8′ |
|                    | Tremulant    |    |

| Pedal C–f1 |             |     |
| 13.        | Subbass     | 16′ |
| 14.        | Violoncello | 8′  |
| 15.        | Posaune     | 16′ |

- Koppeln: II/I, I/P, II/P.

## Glocken
Vor dem Brand 1654 besaß die Stiftskirche drei Glocken, von denen die größte als „Zeiger Glocke“ außerhalb des Turmes hing. Diese Glocken schmolzen bei dem Feuer. Aus ihrem Material wurden 1657 neue Glocken gegossen. Eine weitere Glocke für die Ebersdorfer Kirche goss 1833 der Chemnitzer Glockengießer Christian Friedrich Morgenstern. Über diese Glocken ist lediglich bekannt, dass sie als Glockenspeise dienten, als 1886 drei neue Glocken von der Glockengießerei Bierling als Spende des Gutsbesitzers Julius Fürchtegott Seiffert († 1888) gegossen wurden.
Diese drei Glocken haben die Schlagtöne es, g, und b. Die obere Umschrift lautet bei allen Glocken gleich: „Gegossen von L. Albert Bierling in Dresden. 1886.“
Auf der größten Glocke ist unter dieser Umschrift eine auf einem Kreuz liegende Bibel mit der Inschrift „Biblia Sacra“ dargestellt. Darunter steht: „Des Herrn Wort bleibet in Ewigkeit.“ (1 Petr 1,25 ), und auf der Rückseite die Stifterinschrift: „Im Jahre d. H. 1886 wurde die Kirche zu Ebersdorf renoviert. Hierzu schenkte der Herr Gutsbesitzer Julius Fürchtegott Seiffert unter Benutzung des vorhandenen Glockenmaterials diese drei neuen Glocken.“
Die mittlere Glocke zeigt auf der einen Seite das Gotteslamm mit dem Kreuze mit dem Bibelvers „Siehe das ist Gottes Lamm, welches der Welt Sünde trägt“ (Joh 1,29 ) und auf der anderen Seite eine Widmung an Seifferts Ehefrau Christiane Friederike geb. Richter.
Die kleinste Glocke ist durch ein Kreuz mit der Palme geschmückt mit dem Schriftwort „Wer überwindet, der wird es alles ererben“ (Off 21,7 ) und wurde von Seiffert in Erinnerung an seine verstorbene erste Frau gestiftet.

## Kirchhof
Ob der Kirchhof bereits zur Zeit der romanischen Kirche befestigt war, ist nicht nachgewiesen. Etwa gleichzeitig mit der Erweiterung des Kirchbaus um 1425 wurde er von einer Mauer mit Wehrgängen und zwei Türmen mit Durchfahrten umgeben. Diese gotische Befestigungsanlage ist weitgehend erhalten. Die Türme besitzen keine Eingänge vom Bodenniveau, sondern ihre oberen Geschosse mussten durch die wahrscheinlich ursprünglich durch die Türme hindurch führenden Wehrgänge betreten werden. Im Areal der Anlage wurde laut Volkmar Geupel spätmittelalterliche Keramik gefunden. Am 26. April 1971 wurde der befestigte Kirchhof als Bodendenkmal eingetragen.
Im Osten wurde der mittelalterliche Pfarrhof des Plebans 1788 durch das barocke Pfarramtshaus ersetzt. In die Mauer hinein wurden mehrere noch heute als „Pfaffenhäuser“ bezeichnete Häuser gebaut.

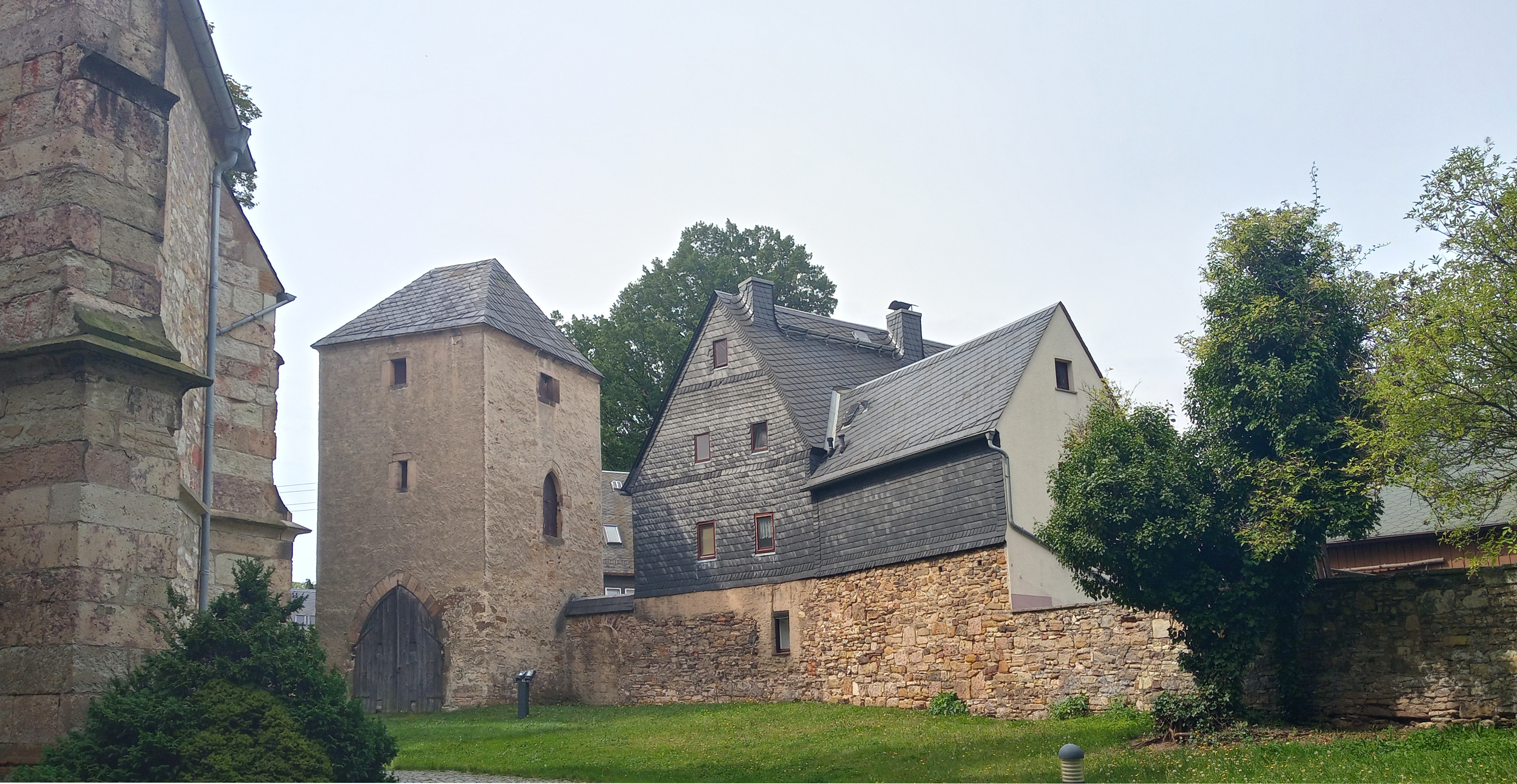
Nördlicher Turm mit in die Wehrmauer hineingebautem Haus Lichtenauer Straße 56
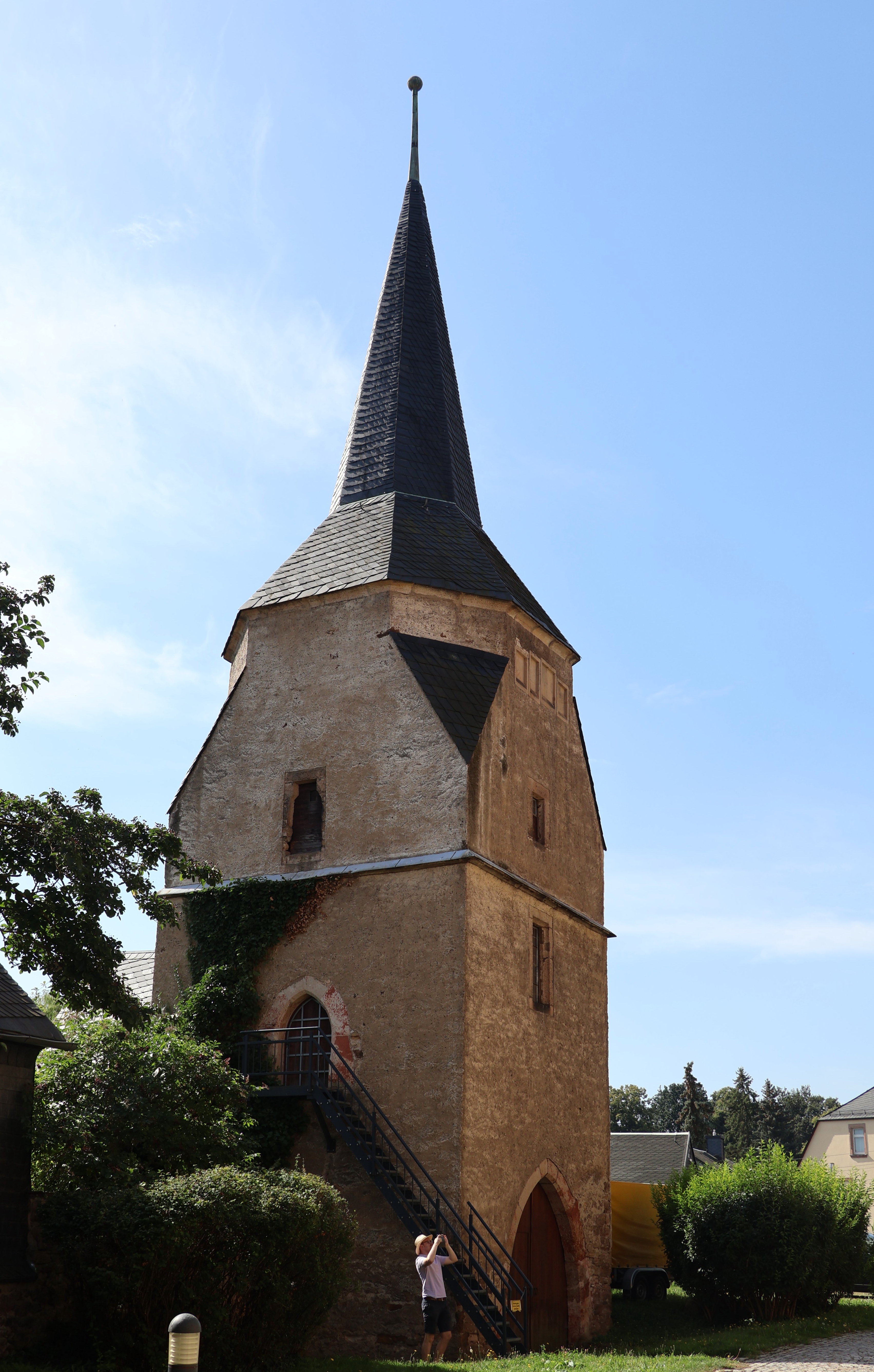
Südlicher Turm
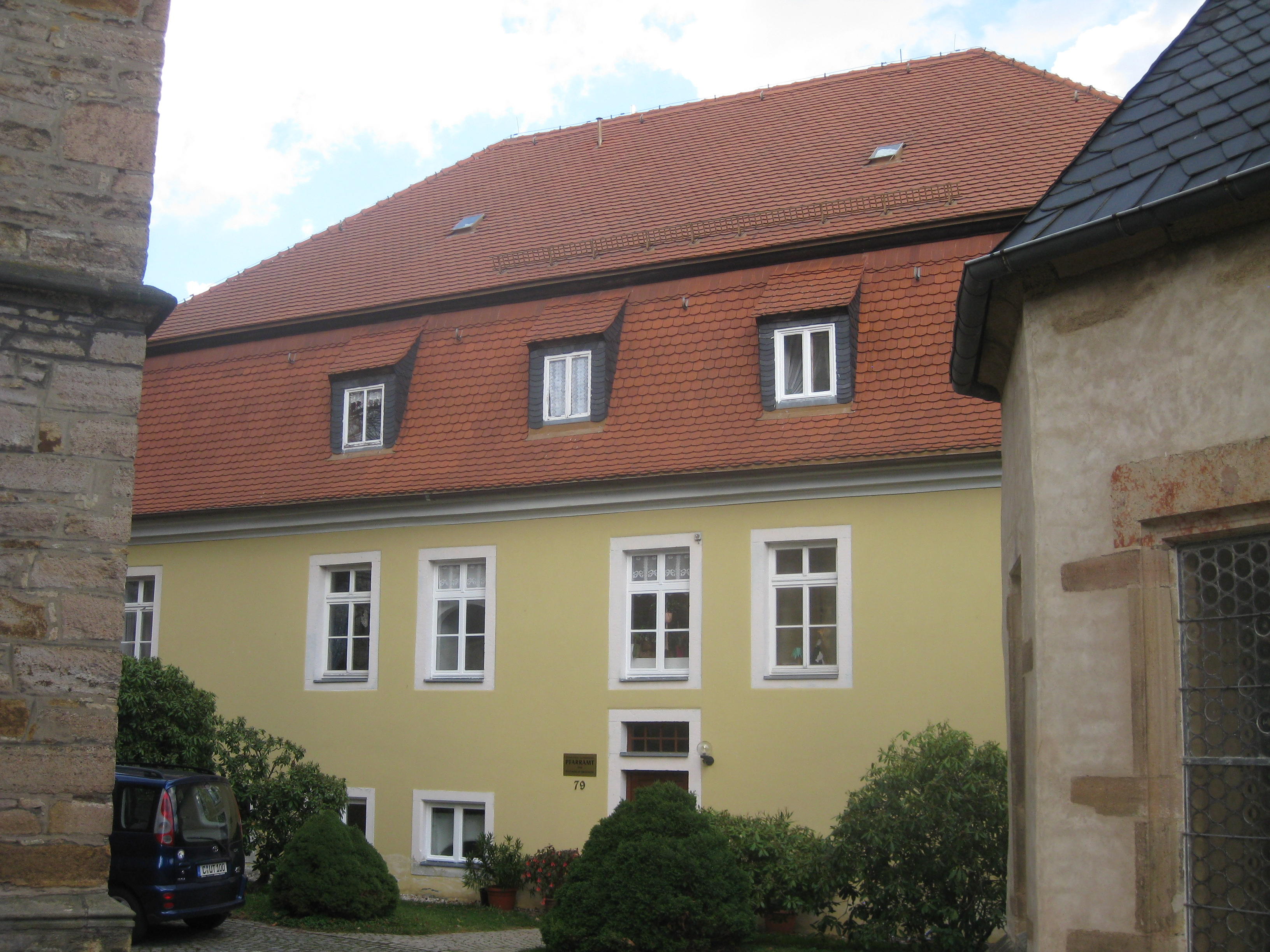
Pfarramtshaus Mittweidaer Straße 79
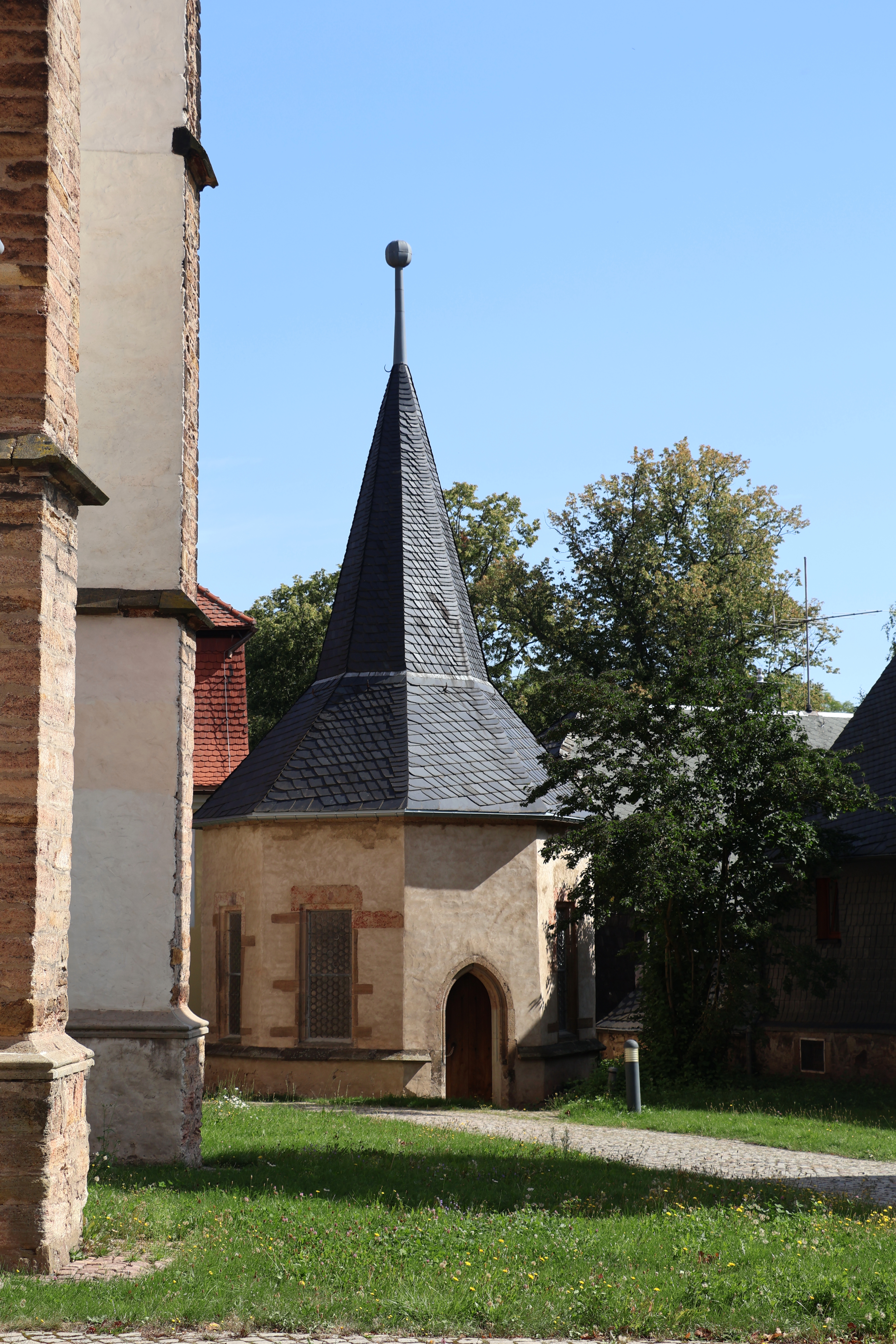
Marienkapelle
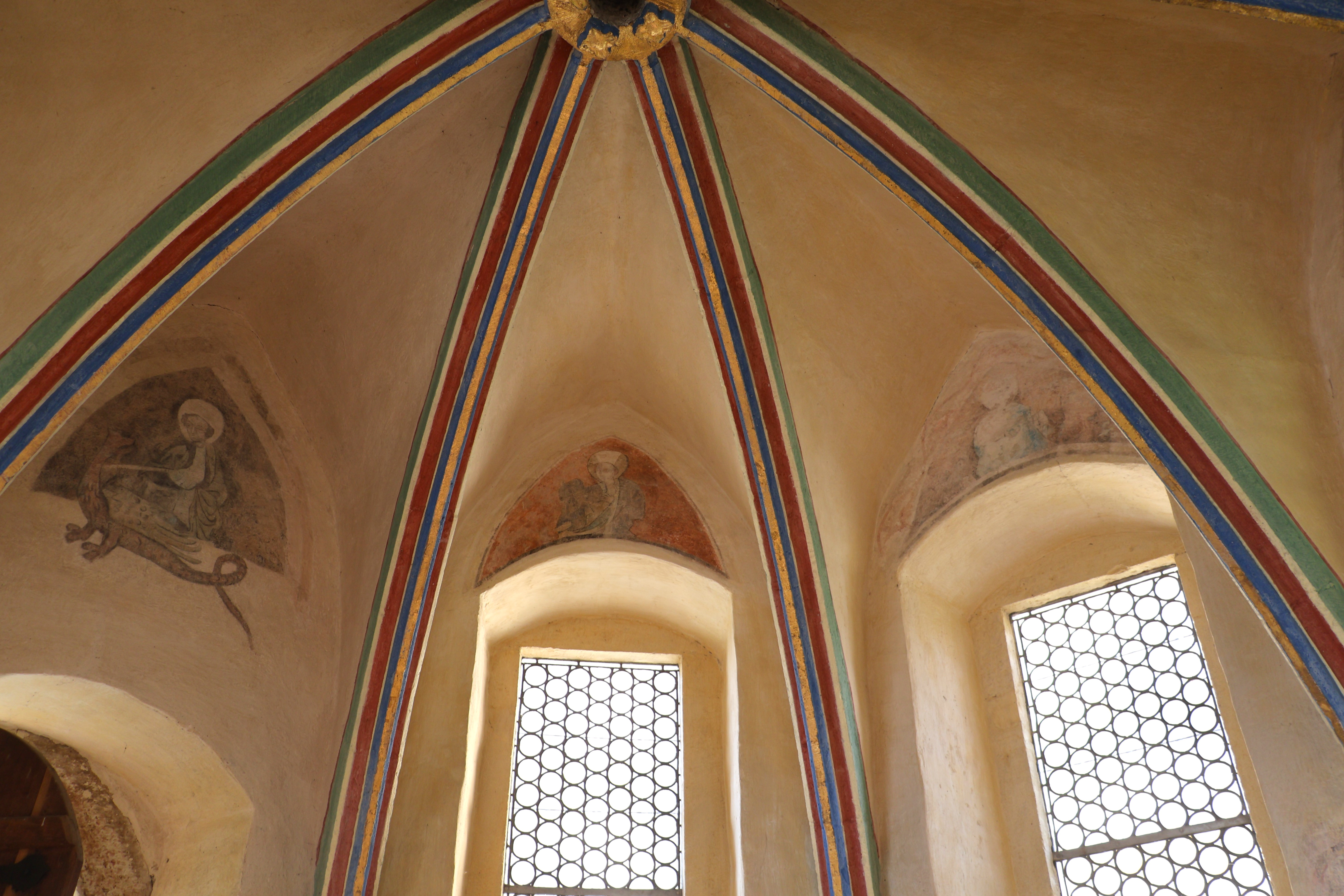
Gewölbe der Marienkapelle

Auf dem Kirchhof steht eine kleine achteckige gotische Kapelle mit schlankem Turmhelm, deren Bezeichnung als Marienkapelle allerdings erst seit dem 18. Jahrhundert bezeugt ist. Der Ebersdorfer Lehrer Paul Kretzschmar, der 1891 einen Kirchenführer verfasste, meinte in ihr eine Gründung des Bonifatius und die ursprüngliche Wallfahrtskirche zu erkennen. Wahrscheinlicher ist jedoch, dass sie etwa gleichzeitig mit dem Kirchneubau im 15. Jahrhundert entstand. Ein bei Grabungen aufgefundenes Fundament eines Altartisches belegt die Nutzung der Kapelle für Gottesdienste und nicht etwa als Begräbnisort oder Beinhaus. 1998 wurde die nach der Reformation lange Zeit nur als Abstellraum genutzte Kapelle renoviert. Dabei kamen unter mehreren Lagen Putz sowohl eine der Kirche entsprechende farbige Gestaltung des Gewölbes als auch die Fresken heiliger Jungfrauen in den Gewölbezwickeln über den Fenstern zum Vorschein. Die Fresken entstanden um 1420 und sind als Kalkmalerei ausgeführt. Nach der Renovierung wurde der Altartisch wieder aufgemauert, so dass die Kapelle als Andachtsraum dient.

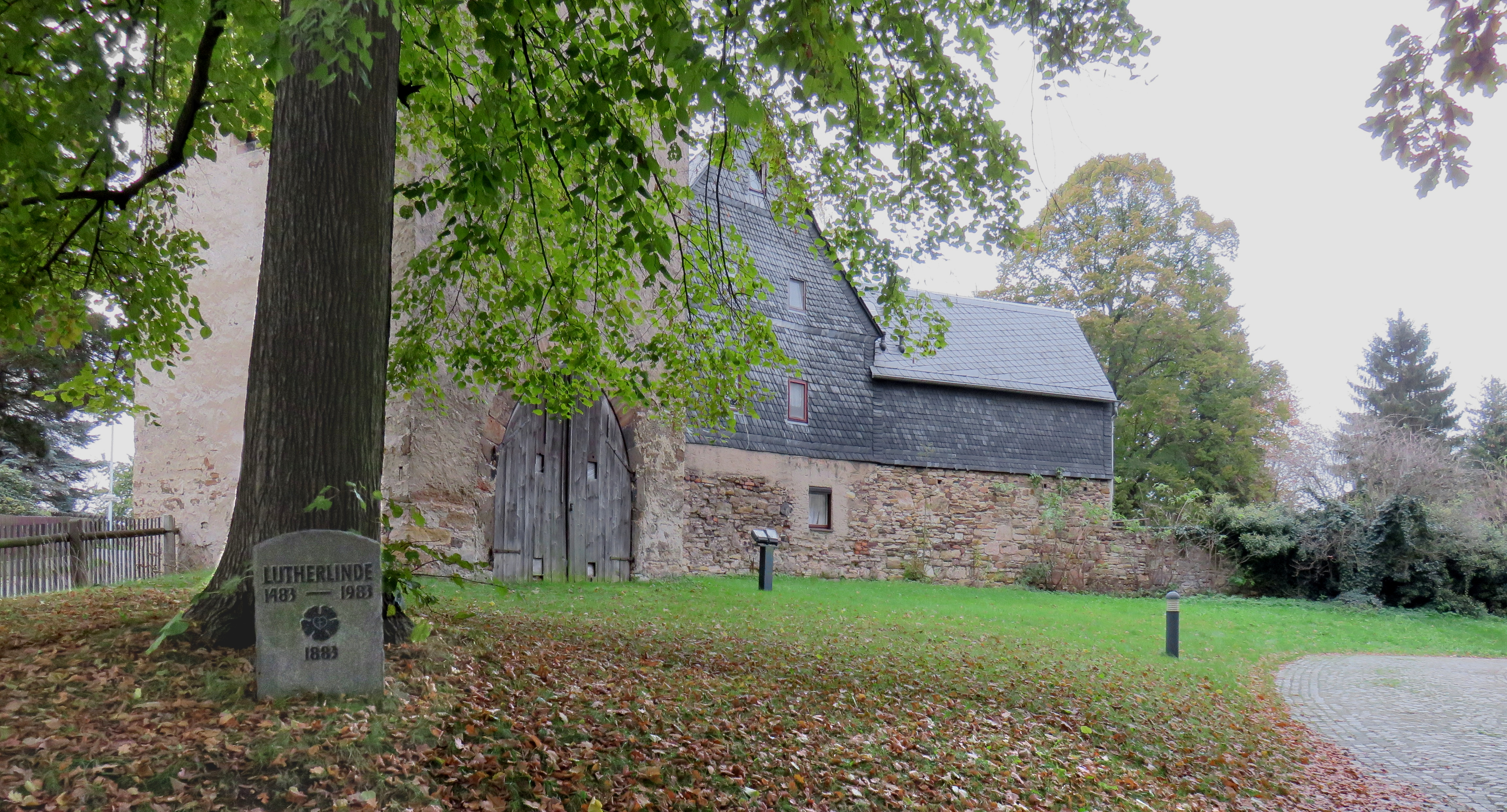
Linde und Gedenkstein

Vor dem Südportal der Kirche ist ein schlichtes Steinkreuz mit eingeritzten Zeichen aufgestellt, die Richter als 1796 (oder 1790) liest. Es ist an diesem Ort allerdings erst 1913 nachgewiesen, so dass unsicher ist, ob es schon immer im Zusammenhang mit der Stiftskirche stand. 1886 stand es noch südlich der Kirche „im Grasgarten des Kühn’schen Gutes“.
Neben dem nördlichen Turm steht die Lutherlinde, die 1883 in Erinnerung an den 400. Geburtstag des Reformators Martin Luther gepflanzt wurde. Ein Gedenkstein von 1983 erinnert an die Pflanzung des Baumes hundert Jahre zuvor.

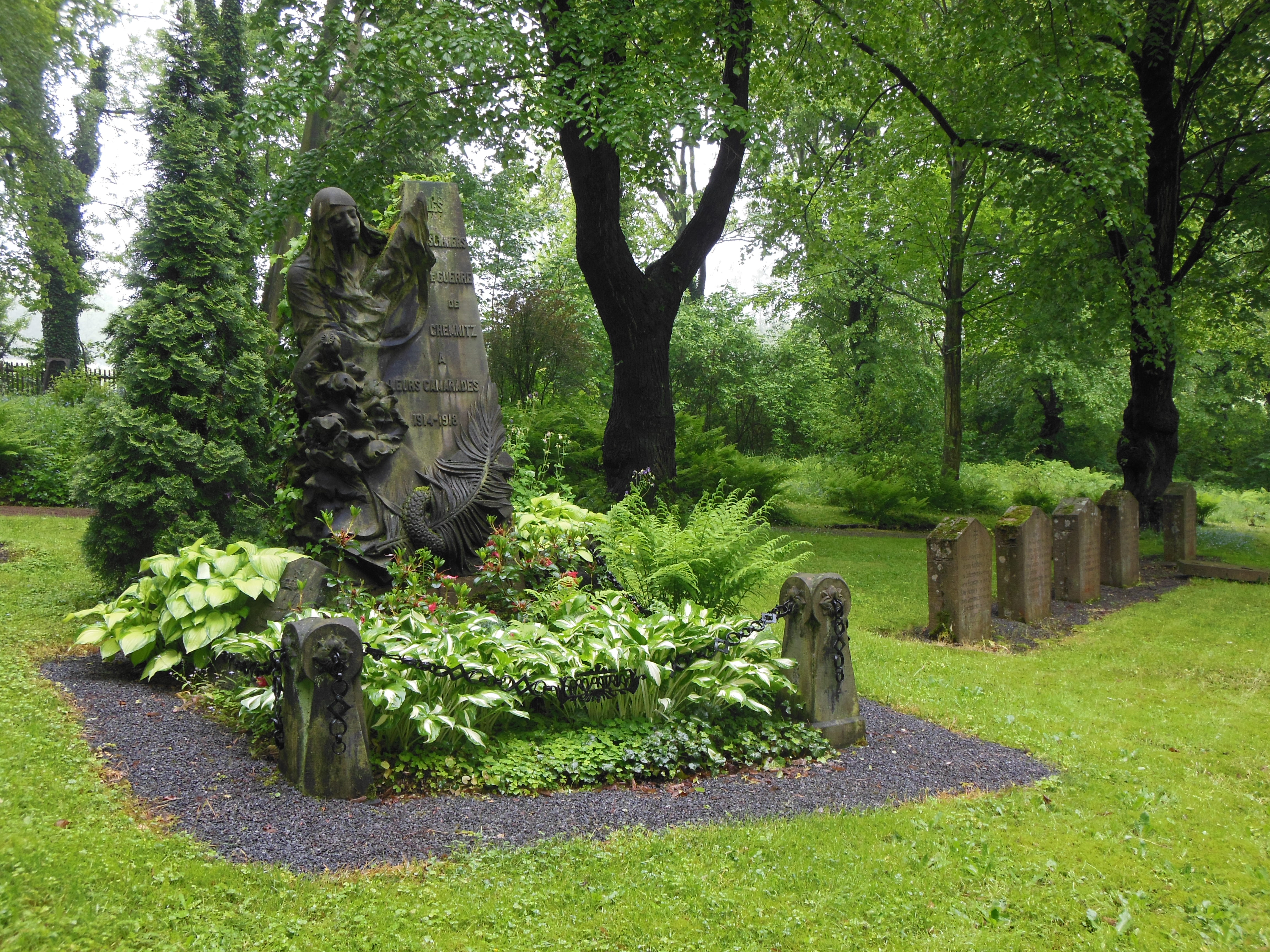
Gedenkstein für die französischen Kriegsgefangenen 1914–1918

Der Kirchhof war bis ins 19. Jahrhundert Friedhof, dann wurde der jetzige parkähnliche Friedhof nördlich der Kirche angelegt. Er steht als „Sachgesamtheit Stiftsfriedhof Ebersdorf zusammen mit zwei Einzeldenkmälern, dem Aufbahrungshaus von 1920 und dem Denkmal für die 1914–1915 im Kriegsgefangenenlager Chemnitz-Ebersdorf gestorbenen französischen Kriegsgefangenen des Ersten Weltkrieges“ unter Denkmalschutz. Das Denkmal Les prisonniers de guerre de Chemnitz a leurs camerades 1914 bis 1915 schuf David Debrock, der eine im Frühjahr 1915 grassierende Seuche überlebt hatte. Insgesamt befinden sich auf dem Friedhof Grabplatten von 614 Kriegsgefangenen des Ersten Weltkriegs.

## Gemeinde und Geistliche
Vor der Reformation hatte die damalige Wallfahrtskirche bis zu acht Priester, einen Pleban für die Versorgung der Gemeinde und mehrere Vikare oder Altaristen, die nur Messen an dem Altar lasen, für den sie zuständig waren. Der Pleban bezog sein Einkommen aus den Abgaben der Gemeindeglieder, dem Pfarrland, das schon bei der Gründung des Kirchspiels zum Unterhalt des Pfarrers bestimmt worden war, hatte oft aber noch eine Kanonikerstelle an den Domkapiteln von Meißen oder Naumburg oder weitere Pfründe inne. Altaristen hatten meist nur geringe Einnahmen aus den Altarstiftungen, in einer Wallfahrtskirche wie Ebersdorf konnten sie aber auch auf Spenden der Pilger hoffen, die Seelmessen bestellten.
1538 wurde die Stiftskirche evangelisch-lutherische Pfarrkirche von Ebersdorf und unterstand dem Kirchenpatronat des Besitzers von Schloss Lichtenwalde. Der Pastor war gleichzeitig Schlossprediger und bis 1856 „Lehns- und Gerichtsherr in Schönfeld“. Bis im 19. Jahrhundert eine zentrale Pastorenbesoldung durch die Landeskirche eingeführt wurde, erhielt er die Einnahmen des verpachteten Pfarrlandes und zusätzlich Stolgebühren.

### Prediger seit der Reformation
Von der Reformation 1538 bis 1990 waren an der Kirche als Pastoren tätig:
- Gregor Göltzsch war der erste evangelisch-lutherische Pastor, der 1538 nach Einführung der Reformation eingesetzt wurde. Er starb 1560.
- Wolfgang Meßlinger (* 1511) stammte aus Kärnten und wurde 1540 als Diakon in Liegnitz ordiniert.[64] Seine Pfarrstelle in Wolkenstein hatte er 1558 niedergelegt. 1560 kam er nach Ebersdorf und wurde 1567 als „Flacianer“ abgesetzt. Über sein weiteres Schicksal ist nicht bekannt. Möglicherweise ging er wie andere um dieselbe Zeit als Anhänger von Matthias Flacius aus Sachsen vertriebene Geistliche nach Österreich.
- Andreas Keller (* 1535 in Neukirchen) kam 1567 und ging 1570 nach Geithain.
- Valentin Dröschel (1530–1606), Sohn des ersten lutherischen Pastors von Hainichen, hatte nach seiner Ordination 1554 mehrere Pfarrstellen innegehabt. Von 1570 bis zu seinem Tod war er Pastor in Ebersdorf und wurde in seinen letzten Lebensjahren von seinem Sohn unterstützt.
- Johann Hunger (1559–1623), Sohn des Pastors von Euba, war ab 1586 Pastor in Euba, ab 1597 in Erdmannsdorf und von 1606 bis zu seinem Tod Pastor in Ebersdorf.
- Elias Fritzsche (1593–1626) hatte Hunger ab 1622 als „Substitut“, also als Vertreter und potentieller Nachfolger, unterstützt, starb aber schon 1626.
- Christian Klee (1586–1627) war ab 1618 Pfarrer in Krumhermersdorf. Er starb wenige Monate nach Dienstantritt in Ebersdorf.
- Christoph Biener aus Döbeln (1593–1633) trat 1628 seine erste Pfarrstelle in Ebersdorf an und starb nach nur fünf Jahren im Dienst.
- Andreas Kind (1578–1665) war bis 1625 Lehrer u. a. in Böhmen gewesen, von wo er während des Dreißigjährigen Krieges als Lutheraner vertrieben wurde. Er kam 1633 aus Stollberg, wo er zuletzt Diakon war, nach Ebersdorf. 1652 wurde er abgesetzt, weil er „unverträglich“ war.[65] 1655 war er Pastor in Schönerstädt.
- Johann Georg Kiessing / Küßing († 1676) war ab 1652 Pastor in Ebersdorf. 1673 wurde er emeritiert. Sein Grabstein und der seiner Frau Veronica, mit der er 25 Jahre lang verheiratet war und die 1683 im Alter von 75 Jahren starb, befinden sich bruchstückhaft erhalten in der Kirche.
- Johannes Weitzendörfer (1628–1704) aus Annaberg hatte schon zwei andere Pfarrstellen innegehabt, als er 1673 Pastor in Ebersdorf wurde, was er bis an sein Lebensende blieb.
- Johann Jakob Gräfe (1666–1727) wurde 1701 zunächst „Substitut“ und 1705 Pastor. Er blieb bis an sein Lebensende.
- Johann Gottlob Walpurger (1692–1774) trat 1728 seine erste und letzte Stelle in Ebersdorf an, die er bis zum Tode innehatte. Spätestens ab 1761 unterstützten ihn „Substituten“.
- Christian Gotthold Groß (1737–1803), Sohn des Pastors von Wildbach, kam 1774 von Ottendorf, das ebenfalls dem Kirchenpatronat von Lichtenwalde unterstand, nach Ebersdorf, wo er bis zu seinem Tod fast vierzig Jahre lang tätig war.
- Christian Leberecht Albanus (1771–1807) war 1798–1800 „Substitut“ von Groß, war dann für vier Jahre Pfarrer von Niederwiesa und trat 1804 die Nachfolge von Groß an.
- David Friedrich Barth (1776–1848) war 1804 Albanus’ Nachfolger in Niederwiesa und ab 1808 in Ebersdorf, wo er vierzig Jahre lang tätig war, zuletzt unterstützt von seinem späteren Nachfolger.
- Karl Bruno Wagner (1811–1884) wurde 1844 Barths „Substitut“ und 1849 sein Nachfolger. Er wurde 1880 emeritiert.
- Johann Friedrich Spranger (1835–1914) war 1874 Pastor in Gablenz geworden, kam 1881 nach Ebersdorf und wurde 1885 Superintendent in Borna.
- Martin Ferdinand Kühne (1846–1891), Sohn eines Pastors in Oberschützen, damals im Königreich Ungarn, hatte häufig die Pfarrstelle gewechselt. Nach seiner Ordination 1870 war er zunächst als Reiseprediger für die verstreut lebenden Lutheraner in Mähren tätig, danach hatte er ab 1872 Pfarrstellen in Bregenz, ab 1876 in Rothenkirchen und ab 1878 in Langenwolmsdorf inne, ehe er 1885 nach Ebersdorf kam.[66] Bereits 1887 gab er auch diese Pfarrstelle wieder auf und ging nach Wien.
- Paul Theodor Jässing aus Lichtenwalde (1864–1944) wurde 1888 Pastor in Ebersdorf und blieb es bis zu seiner Pensionierung 1927.
- Eduard Alfred Löscher (1887–1946) amtierte von 1927 bis 1939. Zwei seiner Vikare, Martin Beyerlein (1933/34) und Gerhard Michael (1934/35), waren Mitglieder der Bekennenden Kirche und veranstalteten 1933/34 Fürbittengottesdienste unter dem Motto „das Kreuz gegen das Hakenkreuz“.[67] Michael wurde im April 1935 wegen „Fürbitte für gemaßregelte Pfarrer“ aus dem Landeskirchlichen Dienst entlassen[68] und im KZ Sachsenhausen inhaftiert.[67] Zusammen mit Beyerlein legte er das zweite Examen im Oktober 1935 in München bei der Bekennenden Kirche und wurde im Januar 1936 von seinem Vater Wilhelm Max Michael, dem Superintendenten von Dippoldiswalde, ordiniert.[69]
- Christian Werner Holtsch (* 1912) war 1936 Vikar bei Löscher gewesen und wurde 1939 sein Nachfolger. 1948 nahm er eine Pfarrstelle in Langenreinsdorf an.
- Max Bruno Haller (1912–1976) war 1947–1957 in Ebersdorf. Danach wechselte er nach Reinsdorf.
- Reinhard Sieber (* 1917) war von 1957 bis zu seiner Emeritierung 1982 Pastor von Ebersdorf.
- Hans Werner Ludwig war von 1984 bis zu seiner Emeritierung 1990 Pastor von Ebersdorf.

### Segenskirchgemeinde Chemnitz-Nord
Am 1. Januar 2020 schloss sich die evangelisch-lutherische Kirchgemeinde der Stiftskirche mit der Glösaer Gemeinde und der Bornaer Gemeinde zur Segenskirchgemeinde Chemnitz-Nord zusammen. Außer der Stiftskirche gehören der Gemeinde die St.-Jodokus-Kirche in Glösa, die Gnadenkirche in Borna und die Kapelle von Schloss Lichtenwalde. Die Gemeinde hat einen Pfarrer, der bei den Gottesdiensten in den vier Kirchen von Prädikanten unterstützt wird. Die Segenskirchgemeinde steht in einem Schwesterkirchverhältnis zu den Kirchgemeinden Auerswalde, Burgstädt, Hartmannsdorf-Mühlau und Wittgensdorf.

## Sagen
Johann Georg Theodor Grässe überliefert in seinem Sagenschatz des Königreichs Sachsen die Geschichte der Betfahrt nach Ebersdorf: „Die zahlreichen Wallfahrten nach Ebersdorf reizten oftmals die Raubsucht der Ritter auf Schellenberg und Lichtenwalde, welche beiden Schlösser der Raubsucht ihrer Besitzer den Namen danken, indem Schellenberg von dem Glockensignale und Lichtenwalde von dem Feuersignale (Licht im Walde), welches sich die Räuber gegenseitig gaben, genannt ward.“ In der Silvesternacht 1212 hatten diese Raubritter eine Gruppe zum Marienbild von Ebersdorf wallfahrende Zisterziensermönche überfallen. Angeführt vom „Schirmvoigt“ trieben die weltlichen Begleiter der Mönche die Angreifer in die Flucht. Diejenigen Räuber, die dabei nicht in der Flöha ertranken, retteten sich in eine Schlucht. Der Vogt befahl, brennende Baumstämme hinunterzuwerfen, so dass die Räuber verbrannten.
Auch über das „Goldschiffchen“, das Koggenmodell, findet sich eine Sage bei Grässe: Ein Junker Wolf von Lichtenwalde war auf seiner Rückkehr vom Kreuzzug in Seenot geraten und gelobte in höchster Not der lieben Frau von Ebersdorf, ihr ein ganz mit Gold gefülltes Schiffchen als Opfer darzubringen, sollte er wieder heil in die Heimat gelangen. Das Gold hätten später die Lichtenwalder an sich genommen, als sie nach Einführung der Reformation mit dem Kirchenpatronat die Verpflichtung eingingen, die Kirche auf ihre Kosten zu unterhalten. In diesem Zusammenhang erwähnt Grässe auch, dass in der Ebersdorfer Kirche ein Glas gezeigt werde, das Martin Luther seinem Freund Justus Jonas schenkte. „Das Glas ist aber unächt, denn das ächte soll sich in Nürnberg oder Halle befinden.“
Mit Diedrich von Harras, dessen Epitaph sich in der Kirche befindet, ist die Harrassage verknüpft. Demnach soll er sich als junger Mann vor der Verfolgung durch den Vater seiner heimlichen Geliebten durch einen kühnen Sprung mit seinem Pferd vom Harrasfelsen hinab in die Zschopau gerettet haben. Das silberne Hufeisen, das er zum Dank dafür der Ebersdorfer Kirche vermachte, tauschte sein Sohn gegen ein eisernes aus. Dieses riesige Hufeisen, das laut dem Kirchenführer von 1891 über dem Epitaph hing, ist nicht mehr vorhanden.
Eine versteinerte Zitrone, die mit den Prinzenkleidern in einer Vitrine in der Turmhalle ausgestellt wird, wird in der Sage mit dem Schicksal einer unschuldig als Kindsmörderin verurteilten jungen Frau verbunden. Nach ihrer Verurteilung habe sie auf die Zitrone gezeigt und erklärt, diese werde zum Beleg ihrer Unschuld am Tod ihres Kindes nicht verwesen. Die letzte Hinrichtung einer Kindsmörderin verzeichnen die Ebersdorfer Akten für 1776.